# Seznam dílů seriálu Buffy, přemožitelka upírů
Seznam dílů seriálu Buffy, přemožitelka upírů uvádí přehled všech 144 epizod amerického televizního seriálu Buffy, přemožitelka upírů, který byl poprvé vysílán v letech 1997–2003. Pořad se dočkal sedmi řad, z nichž prvních pět mělo premiéru na stanici The WB. V roce 2001 se seriál přesunul na stanici UPN, kde byly odvysílány zbylé dvě sezóny. Série 1–6 byly vydány na VHS v letech 1999–2002, k vydání všech řad na DVD došlo poprvé postupně mezi lety 2000 a 2004.
V Česku byla část první řady seriálu premiérově vysílána na TV Nova v roce 1999, celé první tři sezóny byly uvedeny na obrazovkách téže stanice roku 2001. Pro zbylé série si v roce 2005 nechala vyrobit české znění Slovenská televize, avšak tyto díly nebyly v Česku uvedeny. Zcela nový dabing celé show vznikl pro skupinu Prima, která v roce 2010 poprvé odvysílala všechny epizody na stanici Prima Cool.

## Přehled řad
| Řada | Díly | Premiéra v USA  | Premiéra v USA    | Premiéra v ČR     | Premiéra v ČR     | Stanice v USA |
| Řada | Díly | První díl       | Poslední díl      | První díl         | Poslední díl      | Stanice v USA |
| ---- | ---- | --------------- | ----------------- | ----------------- | ----------------- | ------------- |
| 1    | 12   | 10. března 1997 | 2. června 1997    | 3. července 1999  | 19. července 2001 | The WB        |
| 2    | 22   | 15. září 1997   | 19. května 1998   | 20. července 2001 | 20. srpna 2001    | The WB        |
| 3    | 22   | 29. září 1998   | 13. července 1999 | 21. srpna 2001    | 19. září 2001     | The WB        |
| 4    | 22   | 5. října 1999   | 23. května 2000   | 31. května 2010   | 29. června 2010   | The WB        |
| 5    | 22   | 26. září 2000   | 22. května 2001   | 30. června 2010   | 29. července 2010 | The WB        |
| 6    | 22   | 2. října 2001   | 21. května 2002   | 30. července 2010 | 30. srpna 2010    | UPN           |
| 7    | 22   | 24. září 2002   | 20. května 2003   | 31. srpna 2010    | 29. září 2010     | UPN           |

## Seznam dílů

### První řada (1997)
Hlavní postavy
- Sarah Michelle Gellar jako Buffy Summersová (12 epizod)
- Nicholas Brendon jako Xander Harris (12 epizod)
- Alyson Hannigan jako Willow Rosenbergová (12 epizod)
- Charisma Carpenter jako Cordelie Chaseová (12 epizod, z toho nehrála v dílech „Smečka“ a „Já robot, ty Jane“)
- Anthony Stewart Head jako Rupert Giles (12 epizod)

| Č. v seriálu | Č. v řadě | Původní název                       | Český název                                   | Režie                                 | Scénář                                                     | Premiéra v USA (The WB) | Premiéra v ČR                     | Produkční kód |
| --- | --------- | ----------------------------------- | --------------------------------------------- | ------------------------------------- | ---------------------------------------------------------- | ----------------------- | --------------------------------- | ------------- |
| 1–2 | 12        | Welcome to the HellmouthThe Harvest | Vítejte v bráně pekelné (Prima)Žně (Prima)    | Charles Martin SmithJohn T. Kretchmer | Joss Whedon                                                | 10. března 1997         | 3. července 199910. července 1999 | 4V01 / 4V02   |
| Buffy Summersová přijíždí do Sunnydale, na střední škole se seznámí se svými novými spolužáky Cordelií, Willow, Xanderem a Jessem, avšak není zrovna šťastná ze setkání se svým novým pozorovatelem, školním knihovníkem Gilesem. Záhadný „přítel“ jí nabídne pomoc, nicméně Buffy se pokouší utéct svému osudu přemožitelky. Ovšem pouze do okamžiku, kdy jsou Willow a Jesse uneseni. Buffy před upírem Willow zachrání, ale kvůli střetu s Lukem, pravou rukou Pána, mocného upírského vůdce, ztratí Jesseho stopu. Buffy uprchne Lukovi a následně se vydá hledat Jesseho. Přitom jí pomáhají Giles, Willow, záhadný přítel Angel a také Xander, který se s ní statečně pustí do temných a zapáchajících stok pod městem. Pán chce uskutečnit Žně, rituál, který mu má dodat tolik síly, že bude schopný otevřít Pekelnou bránu. Buffy se nicméně střetne s jeho poskoky a v místním klubu Bronz je porazí. |           |                                     |                                               |                                       |                                                            |                         |                                   |               |
| 3 | 3         | Witch                               | Čarodějnice (Prima)                           | Stephen Cragg                         | Dana Reston                                                | 17. března 1997         | 17. července 1999                 | 4V03          |
| Buffy se na Sunnydaleské střední škole chce dostat do týmu roztleskávaček. Při zkoušce se však stanou podivné události a Scoobies začnou podezřívat spolužačku Amy Madisonovou, že je za vše odpovědná. Nakonec zjistí, že to byla její matka, čarodějnice, která si s Amy vyměnila tělo. |           |                                     |                                               |                                       |                                                            |                         |                                   |               |
| 4 | 4         | Teacher's Pet                       | Učitelčin mazlíček (Prima)                    | Bruce Seth Green                      | David Greenwalt                                            | 24. března 1997         | 24. července 1999                 | 4V04          |
| Xander se zamiluje do slečny Frenchové, učitelky, která supluje biologii. Ukáže se ale, že ve skutečnosti je obří kudlankou nábožnou, která je natolik strašlivá, že i upíři se před ní utíkají schovat. Díky Angelovu varování zjistí Buffy důležitá fakta a nakonec zachrání panice (včetně Xandera), kteří byli vybráni na oplodnění vajíček tohoto tvora. |           |                                     |                                               |                                       |                                                            |                         |                                   |               |
| 5 | 5         | Never Kill a Boy on the First Date  | Nikdy nezabíjej kluka na prvním rande (Prima) | David Semel                           | Rob Des Hotel a Dean Batali                                | 31. března 1997         | 31. července 1999                 | 4V05          |
| Buffy si vyjde na rande s jedním ze spolužáků, Owenem. Ten je ale téměř zabit upíry během rvačky, neboť Buffy chce zachránit Gilese a ostatní před Pánovými upíry. Proto se nakonec rozhodne, že „normálního“ randění zanechá, neboť by mohlo být pro všechny velmi nebezpečné. |           |                                     |                                               |                                       |                                                            |                         |                                   |               |
| 6 | 6         | The Pack                            | Smečka (Prima)                                | Bruce Seth Green                      | Matt Kiene a Joe Reinkemeyer                               | 7. dubna 1997           | 11. července 2001                 | 4V06          |
| V zoo se Xander a další čtyři studenti dostanou do uzavřeného pavilonu hyen a jsou nakaženi zlým démonem. Xander se spolužáky zdivočí, stanou se lidskými hyenami a ve smečce nakonec sežerou ředitele střední školy Flutieho (toho se však Xander nezúčastní). Buffy, Giles a Willow nakonec kouzlo dokážou zvrátit. |           |                                     |                                               |                                       |                                                            |                         |                                   |               |
| 7 | 7         | Angel                               | Angel (Prima)                                 | Scott Brazil                          | David Greenwalt                                            | 14. dubna 1997          | 12. července 2001                 | 4V07          |
| Po prvním vzájemném polibku je Buffy zděšená, že Angel je ve skutečnosti upír. Má proto v úmyslu ho zabít, ale dozví se, že Angelova duše byla před 100 lety obnovena pomocí cikánské kletby, což z něj činí jediného takového mezi nemrtvými (kterými je zároveň zatracován). Upírka Darla, která kdysi dávno Angela stvořila, se pro Pána snaží zabít Buffy, ale nakonec ji samotnou zabije Angel. |           |                                     |                                               |                                       |                                                            |                         |                                   |               |
| 8 | 8         | I, Robot… You, Jane                 | Já robot, ty Jane (Prima)                     | Stephen Posey                         | Ashley Gable a Thomas A. Swyden                            | 28. dubna 1997          | 13. července 2001                 | 4V08          |
| Willow potká na internetu chlapce; tento „Malcolm“ je ve skutečnosti ale Moloch, prastarý démon, který se do počítače dostal poté, co Willow naskenovala jeho knihu, ve které byl po staletí uvězněn. Buffy s pomocí Jenny Calendarové, která na škole učí výpočetní techniku, překazí Molochův plán přesunout se do obrovského a silného robota. |           |                                     |                                               |                                       |                                                            |                         |                                   |               |
| 9 | 9         | The Puppet Show                     | Loutkohra (Prima)                             | Ellen S. Pressman                     | Rob Des Hotel a Dean Batali                                | 5. května 1997          | 16. července 2001                 | 4V09          |
| Po smrti ředitele Flutieho se novým vedoucím Sunnydaleské střední stane ředitel Snyder, který Buffy a její přátele donutí zúčastnit se školní besídky. Jedna z dívek je ale nalezena mrtvá s vyříznutým srdcem. Buffy začne podezřívat studenta se silně upovídaným dřevěným panákem, přičemž z loutky se nakonec vyklube zakletý bojovník s démony. |           |                                     |                                               |                                       |                                                            |                         |                                   |               |
| 10 | 10        | Nightmares                          | Noční můry (Prima)                            | Bruce Seth Green                      | námět: Joss Whedon scénář: David Greenwalt                 | 12. května 1997         | 17. července 2001                 | 4V10          |
| Obyvatelé Sunnydale prožívají své nejhorší noční můry, které se stanou skutečností. Buffy zjistí, že příčinou je jeden malý chlapec, který je po napadení v kómatu. Přemožitelka ho společně s přáteli nejprve musí vzbudit a následně mu pomoci v konfrontaci s jeho strachem. |           |                                     |                                               |                                       |                                                            |                         |                                   |               |
| 11 | 11        | Out of Mind, Out of Sight           | Sejde z mysli, sejde z očí (Prima)            | Reza Badiyi                           | námět: Joss Whedon scénář: Ashley Gable a Thomas A. Swyden | 19. května 1997         | 18. července 2001                 | 4V11          |
| Studentka Marcie byla ve škole přehlížena a ignorována spolužáky i učiteli a stala se doslova neviditelnou. Využije svoje utrpení pro terorizování Cordelie a jejích přátel. Buffy s nešťastnou studentkou nejprve soucítí, ale Marcie zajde v napadání tak daleko, že musí zakročit. Nakonec si Marcii odvedou agenti FBI. |           |                                     |                                               |                                       |                                                            |                         |                                   |               |
| 12 | 12        | Prophecy Girl                       | Dívka z proroctví (Prima)                     | Joss Whedon                           | Joss Whedon                                                | 2. června 1997          | 19. července 2001                 | 4V12          |
| Buffy zanechá zabíjení upírů poté, co se dozví, že proroctví jí předpovídá smrt v bitvě s Pánem a Pomazaným (budoucím Pánovým následovníkem). Nakonec ale dokáže přemoci svůj strach a vydá se do bitvy. Proroctví se naplní, Pán skutečně přemožitelku zabije a otevře Pekelnou bránu. Xander však dokáže Buffy resuscitovat a ta se vydá na závěrečný souboj, ve kterém Pána definitivně zničí a bránu opět uzavře. |           |                                     |                                               |                                       |                                                            |                         |                                   |               |

### Druhá řada (1997–1998)
Hlavní postavy
- Sarah Michelle Gellar jako Buffy Summersová (22 epizod)
- Nicholas Brendon jako Xander Harris (22 epizod)
- Alyson Hannigan jako Willow Rosenbergová (22 epizod)
- Charisma Carpenter jako Cordelie Chaseová (22 epizod)
- David Boreanaz jako Angel (22 epizod, z toho nehrál v díle „Incká mumie“)
- Anthony Stewart Head jako Rupert Giles (22 epizod)

| Č. v seriálu | Č. v řadě | Původní název                      | Český název                                                                    | Režie               | Scénář                                                       | Premiéra v USA (The WB) | Premiéra v ČR     | Produkční kód |
| --- | --------- | ---------------------------------- | ------------------------------------------------------------------------------ | ------------------- | ------------------------------------------------------------ | ----------------------- | ----------------- | ------------- |
| 13 | 1         | When She Was Bad                   | Když zlobila (Nova) Když byla zlá (Prima)                                      | Joss Whedon         | Joss Whedon                                                  | 15. září 1997           | 20. července 2001 | 5V01          |
| Buffy má vizi s oživlým Pánem, který ji znovu zabíjí. Pomazaný plánuje jeho vzkříšení pomocí rituálu. Pro ten potřebuje Pánovu kostru, kterou jeho poskoci exhumují z hrobu, a také krvavé oběti, takže nechá unést členy Scooby Gangu. Buffy své přátele zachrání a zničení Pánovy kostry jí pomůže vyrovnat se se svým strachem i hněvem. |           |                                    |                                                                                |                     |                                                              |                         |                   |               |
| 14 | 2         | Some Assembly Required             | Dodatečná montáž nutná (Nova) Vlastní montáž nutná (Prima)                     | Bruce Seth Green    | Ty King                                                      | 22. září 1997           | 23. července 2001 | 5V02          |
| Ze hřbitova zmizela těla dívek zabitých při autonehodách. Pachateli jsou dva studenti střední školy, kteří používají části těl těchto dívek k vytvoření nevěsty pro bratra jednoho z nich, kterého po jeho smrti oživili. Potřebují však ještě hlavu, proto si vyberou Cordelii, kterou unesou. Buffy se svými přáteli ale dokáže všemu zabránit a zachránit tak svoji spolužačku. |           |                                    |                                                                                |                     |                                                              |                         |                   |               |
| 15 | 3         | School Hard                        | Školní trable (Nova) Smrtonosná škola (Prima)                                  | John T. Kretchmer   | námět: Joss Whedon a David Greenwalt scénář: David Greenwalt | 29. září 1997           | 24. července 2001 | 5V03          |
| Rychle se blíží noc svatého Vigeouse, kdy všichni upíři budou na vrcholu svých sil. Do města dorazí Spike s Drusillou, staří známí Angela z dob, kdy byl ještě nelítostným zabijákem, a dozví se, že Sunnydale má svoji vlastní přemožitelku. Spike, který v minulosti už dvě přemožitelky zabil a nyní odstranil i Pomazaného, chce přidat do své sbírky třetí zářez, takže na Buffy zaútočí během konání rodičovských schůzek na škole. Jeho pokus však dopadne katastrofálně. |           |                                    |                                                                                |                     |                                                              |                         |                   |               |
| 16 | 4         | Inca Mummy Girl                    | Incká mumie (Nova) Incká mumie (Prima)                                         | Ellen S. Pressman   | Matt Kiene a Joe Reinkemeyer                                 | 6. října 1997           | 25. července 2001 | 5V04          |
| Mumifikovaná incká dívka se probere ve svém sarkofágu vystaveném v muzeu, protože jeden ze studentů rozbil její ochrannou pečeť. Z chlapce následně vysaje životní sílu a začne předstírat, že je studentkou na výměnném pobytu. Nic netušící Xander se do ní bezhlavě zamiluje, nakonec ale musí zachránit Willow, kterou nevědomky svým jednáním ohrozil. |           |                                    |                                                                                |                     |                                                              |                         |                   |               |
| 17 | 5         | Reptile Boy                        | Plazoun (Nova) Hadí chlapec (Prima)                                            | David Greenwalt     | David Greenwalt                                              | 13. října 1997          | 26. července 2001 | 5V05          |
| Buffy je naštvaná na Angela a rozhodne se jít s Cordelií na večírek vysokoškoláků, kde jsou však obě dívky zdrogovány a uvězněny ve sklepě. Dům totiž slouží tajnému bratrstvu, které uctívá hadího démona a každoročně mu obětuje děvčata výměnou za zdraví a sílu. Giles, Angel, Willow a Xander se své kamarádky vydají zachránit, což se jim nakonec povede i s rozbitím spolku. |           |                                    |                                                                                |                     |                                                              |                         |                   |               |
| 18 | 6         | Halloween                          | Halloween (Nova) Halloween (Prima)                                             | Bruce Seth Green    | Carl Ellsworth                                               | 27. října 1997          | 27. července 2001 | 5V06          |
| Majitel obchodu s kostýmy Ethan Rayne vyvolá kouzlo. Pomocí něho se děti, které jsou na Halloween oblečené v kostýmech z jeho krámku, změní v postavy, které znázorňují. Angel a Cordelie se snaží pomoct svým přátelům, protože Willow se stane nehmotným duchem, Xander vojákem a Buffy hloupou a bezradnou šlechtičnou z 18. století. Spike chce využít situace a zabít přemožitelku, nicméně Giles dokáže v posledním okamžiku zrušit Ethanovo kouzlo. |           |                                    |                                                                                |                     |                                                              |                         |                   |               |
| 19 | 7         | Lie to Me                          | Lžete mi (Nova) Lžete mi (Prima)                                               | Joss Whedon         | Joss Whedon                                                  | 3. listopadu 1997       | 30. července 2001 | 5V07          |
| Během hlídkování po Sunnydale si Buffy všimne Angela, který mluví s Drusillou, jež neskrývá své city vůči němu. Angel však později Buffy zalže. Ve městě se objeví Ford, bývalý Buffyin spolužák z Los Angeles. Zpočátku nikdo netuší, že má dohodu se Spikem, kterému má výměnou za proměnu v upíra dodat přemožitelku. Ta se však při střetu ubrání. |           |                                    |                                                                                |                     |                                                              |                         |                   |               |
| 20 | 8         | The Dark Age                       | Temná minulost (Nova) Temné časy (Prima)                                       | Bruce Seth Green    | Dean Batali a Rob Des Hotel                                  | 10. listopadu 1997      | 31. července 2001 | 5V08          |
| Gilese dohání jeho temná minulost, kdy byl znám jako Rozparovač. Se svým bývalým kumpánem Ethanem Raynem se pokusí zachránit Jenny Calendarovou (se kterou si vybudoval romantický vztah) před smrtelnými následky posednutí démonem Eyghonem. I s pomocí Angela dokáží tohoto démona zničit. |           |                                    |                                                                                |                     |                                                              |                         |                   |               |
| 21 | 9         | What's My Line? (Part 1)           | Čím budu (1. číst) (Nova) Čím budu? (1. část) (Prima)                          | David Solomon       | Howard Gordon a Marti Noxon                                  | 17. listopadu 1997      | 1. srpna 2001     | 5V09          |
| Na Spikovu žádost přijede do města řád Taraky, jehož členové mají pomoct zabít Buffy, zatímco on intenzivně pátrá po léku pro nemocnou Drusillu. Buffy je napadena několika vrahy, ale také Kendrou, přemožitelkou upírů, která byla povolána, když Buffy zemřela na konci první řady a která si ji původně spletla s upírem. Kendra však taky vyřadila ze hry Angela, se kterým se Buffy líbala. |           |                                    |                                                                                |                     |                                                              |                         |                   |               |
| 22 | 10        | What's My Line? (Part 2)           | Čím budu (2. část) (Nova) Čím budu? (2. část) (Prima)                          | David Semel         | Marti Noxon                                                  | 24. listopadu 1997      | 2. srpna 2001     | 5V10          |
| Buffy se spojí s Kendrou a musí zabránit Spikovi v obětování Angela, jehož krev, rituálně prolitá během úplňku, je jediným lékem pro Drusillu. Obě přemožitelky se s pomocí Buffyiných přátel vydají Angela zachránit. Jeho krev však stačí Drusillu vyléčit, při boji je ale naopak těžce zraněn Spike. |           |                                    |                                                                                |                     |                                                              |                         |                   |               |
| 23 | 11        | Ted                                | Ted (Nova) Ted (Prima)                                                         | Bruce Seth Green    | David Greenwalt a Joss Whedon                                | 8. prosince 1997        | 3. srpna 2001     | 5V11          |
| Buffy najde svoji matku doma s neznámým mužem. Joyce tak své dceři představí svého přítele Teda, který je však na Buffy hrubý a ta ho v sebeobraně náhodou zabije. Protože věří, že zabila člověka, je na tom psychicky špatně. Nakonec se ale dozví, že Ted byl sériový vražedný android, který si Joyce vybral jako svoji příští manželku a také jako svůj příští cíl. |           |                                    |                                                                                |                     |                                                              |                         |                   |               |
| 24 | 12        | Bad Eggs                           | Kukaččí vejce (Nova) Vejce zla (Prima)                                         | David Greenwalt     | Marti Noxon                                                  | 12. ledna 1998          | 6. srpna 2001     | 5V12          |
| Do zdravotní výchovy mají studenti „adoptovat“ vejce, přitom netuší, že se jedná o vejce démona sídlícího pod školou. Vylíhnutá mláďata se jako paraziti dostanou na studenty a převezmou nad jejich nervovým systém kontrolu. Buffy se však nejprve musí vypořádat se dvěma upírskými bratry, teprve poté se může začít věnovat démonovi, jehož potomstvo ovládlo část Sunnydale. |           |                                    |                                                                                |                     |                                                              |                         |                   |               |
| 25 | 13        | Surprise                           | Překvapení (Nova) Překvapení (Prima)                                           | Michael Lange       | Marti Noxon                                                  | 19. ledna 1998          | 7. srpna 2001     | 5V13          |
| Buffy slaví 17. narozeniny a Scoobies plánují tajný večírek. Ve stejný den má však narozeniny i Drusilla, která chystá vlastní oslavu. Od Spika dostane dárky: sesbírané kusy Soudce, prastarého mocného démona, který chce vyčistit svět od lidí. Buffy si s Angelem vyznají své city a poprvé se spolu vyspí. Uprostřed noci se však Angel probudí a v mukách křičí Buffyino jméno… |           |                                    |                                                                                |                     |                                                              |                         |                   |               |
| 26 | 14        | Innocence                          | Nevinnost (Nova) Nevinnost (Prima)                                             | Joss Whedon         | Joss Whedon                                                  | 20. ledna 1998          | 8. srpna 2001     | 5V14          |
| Během noci strávené s Buffy našel Angel „okamžik pravého štěstí“, což znamená, že jeho kletba je zrušena – přišel tak o duši a vrátil se ke svému skutečnému já, brutálnímu upírskému zabijákovi Angelusovi, který se spojí se Spikem a Drusillou a který chce pomoct Soudci se zničením lidstva. Buffy zjistí, že Jenny Calendarová je ve skutečnosti cikánský špeh, který měl za úkol dohlížet na Angela, aby právě duši neztratil. Přemožitelka se cítí všemi zrazená, ale musí se postavit proti údajně nezničitelnému Soudci, kterého odstraní Xanderovým narozeninovým dárkem – ukradeným raketometem.                                             |           |                                    |                                                                                |                     |                                                              |                         |                   |               |
| 27 | 15        | Phases                             | Fáze (Nova) Vlkodlak v Sunnydale (Prima)                                       | Bruce Seth Green    | Rob Des Hotel a Dean Batali                                  | 27. ledna 1998          | 9. srpna 2001     | 5V15          |
| V Sunnydale se objeví vlkodlak a Scoobies zjistí, že je to Oz, který se přátelí s Willow. Buffy se snaží ochránit obyvatele města před jeho řáděním a zároveň ochránit vlkodlaka před profesionálním lovcem. Mezitím se Angelus snaží pro Buffy vyvolat co nejvíce problémů. Willow nakonec řekne Ozovi, že se s ním chce vídat i nadále. |           |                                    |                                                                                |                     |                                                              |                         |                   |               |
| 28 | 16        | Bewitched, Bothered and Bewildered | Okouzlené, rozrušené a zdivočelé (Nova) Očarovaní, usoužení a pomatení (Prima) | James A. Contner    | Marti Noxon                                                  | 10. února 1998          | 10. srpna 2001    | 5V16          |
| Na den svatého Valentýna se Cordelie rozejde s Xanderem, se kterým se nějakou dobu tajně vídá. Jediným důvodem je touha usmířit se svými kamarádkami. Zdrcený Xander osloví Amy, která se pokusí vyvolat kouzlo lásky. Nicméně dojde k chybě a tak každá žena v Sunnydale, až na Cordelii, se patologicky zamiluje do Xandera. Dokonce i Drusilla ho zachrání před Angelusem. Vše vrátí zpět do normálu až Giles, přičemž Cordelie se i přes opovržení svých kamarádek vrátí k Xanderovi. |           |                                    |                                                                                |                     |                                                              |                         |                   |               |
| 29 | 17        | Passion                            | Vášeň (Nova) Vášeň (Prima)                                                     | Michael Gershman    | Ty King                                                      | 24. února 1998          | 13. srpna 2001    | 5V17          |
| Angelus stupňuje svůj teror vůči Buffy a jejím přátelům, kteří si tak myslí, že jeho příštím cílem má být její matka Joyce. Jenny se snaží zrekonstruovat starý cikánský obřad, který by navrátil Angelovi duši, zároveň se také usmíří s Gilesem. Společně všichni pomocí rituálů zruší Angelovo pozvání do svých domů, kde je tak už nemůže napadnout. Angelus si však vylije svoji zlost ve škole, kde zabije Jenny. |           |                                    |                                                                                |                     |                                                              |                         |                   |               |
| 30 | 18        | Killed by Death                    | Zabiti Smrtí (Nova) Jak zabít Smrt (Prima)                                     | Deran Sarafian      | Rob Des Hotel a Dean Batali                                  | 3. března 1998          | 14. srpna 2001    | 5V18          |
| Buffy dostane chřipku a ocitne se na čas v nemocnici, kde zachrání nemocné děti před Kindestodem, démonem z nočních můr, který je pro zdravé lidi neviditelný. Přitom se také pomstí za smrt své sestřenice, kterou démon před lety zabil. |           |                                    |                                                                                |                     |                                                              |                         |                   |               |
| 31 | 19        | I Only Have Eyes for You           | Jsem do tebe blázen (Nova) Jsem do tebe blázen (Prima)                         | James Whitmore, Jr. | Marti Noxon                                                  | 28. dubna 1998          | 15. srpna 2001    | 5V19          |
| Trpící duch bývalého studenta děsí současné žáky Sunnydalské střední školy. Během noci, kdy se koná ples, se totiž opakovaně odehrává vražedná scéna z minulosti. V jejích rolích se objeví i Buffy a Angelus, kteří dokážou změnit konec scény natolik, že duch najde klid a Buffy se naopak poučí o odpuštění. |           |                                    |                                                                                |                     |                                                              |                         |                   |               |
| 32 | 20        | Go Fish                            | Rybí invaze (Nova) Na rybách (Prima)                                           | David Semel         | David Fury a Elin Hampton                                    | 5. května 1998          | 16. srpna 2001    | 5V20          |
| Poté, co začnou umírat členové školního plaveckého týmu, do něj vstoupí kvůli pátrání Xander. Zjistí, že trenér týmu svým svěřencům dodává pro zlepšení výkonu zvláštní steroidy, které je však zároveň mění na mořské obludy. |           |                                    |                                                                                |                     |                                                              |                         |                   |               |
| 33 | 21        | Becoming (Part 1)                  | Proměna (1. část) (Nova) Proměna (1. část) (Prima)                             | Joss Whedon         | Joss Whedon                                                  | 12. května 1998         | 17. srpna 2001    | 5V21          |
| Protože v Sunnydale povstává temná síla, Kendra se na příkaz svého pozorovatele vrátí do města. Angelus, Spike a Drusilla totiž našli zkamenělého démona Acathlu a chtějí uspořádat rituál, kterým by ho probudili a on by pak vsál veškerý život z celé planety do pekla. |           |                                    |                                                                                |                     |                                                              |                         |                   |               |
| 34 | 22        | Becoming (Part 2)                  | Proměna (2. část) (Nova) Proměna (2. část) (Prima)                             | Joss Whedon         | Joss Whedon                                                  | 19. května 1998         | 20. srpna 2001    | 5V22          |
| Kendra je mrtvá (zabitá Drusillou), Willow leží v nemocnici s poraněním hlavy a Giles byl unesen Angelusem. Taková je situace, ve které musí Buffy vyřešit záhadná vodítka a taky přijmout nečekanou pomoc od Spika, který následně s Drusillou odejde z města. Je to jediná možnost, jak může přemožitelka zastavit Angeluse v jeho plánu. Scooby Gang se podle nalezených záznamů Jenny Calendarové snaží vrátit Angelovi duši, což se jim sice povede, ale příliš pozdě. Brána do pekla je již otevřená a pouze krev prolitá požehnaným mečem ji může zavřít. Aby zachránila svět, je tak Buffy nucena Angela probodnout a poslat do pekelné dimenze. |           |                                    |                                                                                |                     |                                                              |                         |                   |               |

### Třetí řada (1998–1999)
Hlavní postavy
- Sarah Michelle Gellar jako Buffy Summersová (22 epizod)
- Nicholas Brendon jako Xander Harris (22 epizod)
- Alyson Hannigan jako Willow Rosenbergová (22 epizod)
- Charisma Carpenter jako Cordelie Chaseová (22 epizod)
- David Boreanaz jako Angel (22 epizod)
- Seth Green jako Daniel „Oz“ Osbourne (22 epizod, z toho nehrál v díle „Následky“)
- Anthony Stewart Head jako Rupert Giles (22 epizod)

| Č. v seriálu | Č. v řadě | Původní název           | Český název                                            | Režie               | Scénář                                                       | Premiéra v USA (The WB) | Premiéra v ČR  | Produkční kód |
| --- | --------- | ----------------------- | ------------------------------------------------------ | ------------------- | ------------------------------------------------------------ | ----------------------- | -------------- | ------------- |
| 35 | 1         | Anne                    | Anne (Nova) Anne (Prima)                               | Joss Whedon         | Joss Whedon                                                  | 29. září 1998           | 21. srpna 2001 | 3ABB01        |
| Buffy po zabití Angela odešla ze Sunnydale a přes léto pracuje se změněnou totožností jako servírka v Los Angeles. Ostatní Scoobies, Giles a ani její matka neví, kde je. Willow, Xander, Cordelie a Oz se během její nepřítomnosti snaží, s částečnými úspěchy, bojovat s upíry. Buffy je však v LA zajata démony a návrat do světa lidí si musí vybojovat. |           |                         |                                                        |                     |                                                              |                         |                |               |
| 36 | 2         | Dead Man's Party        | Večírek mrtvých (Nova) Noc oživlých mrtvol (Prima)     | James Whitmore, Jr. | Marti Noxon                                                  | 6. října 1998           | 22. srpna 2001 | 3ABB02        |
| Buffy se vrátí zpět do Sunnydale, avšak cítí, že, zatímco byla pryč, se jí její přátelé i rodina odcizili. Nigerijská démoní maska, kterou Joyce přinesla domů, přivolá do domu Summersových armádu zombie. I přes právě probíhající večírek na oslavu Buffyina návratu se tak Scoobies musí vypořádat s nemrtvými. |           |                         |                                                        |                     |                                                              |                         |                |               |
| 37 | 3         | Faith, Hope & Trick     | Faith, Hope a Trick (Nova) Faith, Hope a Trick (Prima) | James A. Contner    | David Greenwalt                                              | 13. října 1998          | 23. srpna 2001 | 3ABB03        |
| Do Sunnydale dorazí Faith, další přemožitelka, která byla povolána po smrti Kendry. Jdou po ní ale dva upíři, moderní pan Trick a prastarý Kakistos. Scoobies jsou z nové známé nadšeni, jenom Buffy má o Faith jisté pochyby, přesto se však spřátelí. Společnými silami obě přemožitelky Kakista zabijí. Buffy se smíří se smrtí Angela, ten je ale následně záhadně navrácen zpět na Zemi. |           |                         |                                                        |                     |                                                              |                         |                |               |
| 38 | 4         | Beauty and the Beasts   | Kráska a zvíře (Nova) Kráska a zvířata (Prima)         | James Whitmore, Jr. | Marti Noxon                                                  | 20. října 1998          | 24. srpna 2001 | 3ABB04        |
| Ve městě byli zabiti dva lidé a Scoobies si myslí, že vrahem může být Oz, který ve své vlkodlačí podobě mohl utéct z klece, kde měl být zavřený. Nakonec vyjde najevo, že vrahem je jeden ze studentů, který prováděl vědecké pokusy a stal se přitom zrůdou. Buffy zjistí, že Angel, i když má pouze základní instinkty a je divoký, je opět naživu, ale nikomu to neřekne. |           |                         |                                                        |                     |                                                              |                         |                |               |
| 39 | 5         | Homecoming              | Návrat domů (Nova) Školní ples (Prima)                 | David Greenwalt     | David Greenwalt                                              | 3. listopadu 1998       | 27. srpna 2001 | 3ABB05        |
| Buffy a Cordelie soutěží mezi sebou o královnu školního plesu, pan Trick mezitím organizuje SlayerFest '98, jehož účastníci mají ulovit obě přemožitelky. Cordelie si nevědomky vymění místo s Faith, takže společně s Buffy musí čelit brutálním útokům lovců. Willow a Xander, ačkoliv oba chodí s někým jiným, se navzájem poprvé políbí. |           |                         |                                                        |                     |                                                              |                         |                |               |
| 40 | 6         | Band Candy              | Zakázané ovoce (Nova) Čokoláda pro kapelu (Prima)      | Michael Lange       | Jane Espenson                                                | 10. listopadu 1998      | 28. srpna 2001 | 3ABB06        |
| Ethan Rayne vytvoří na starostovu objednávku očarované cukrovinky, které zapříčiní, že se všichni dospělí v Sunnydale chovají jako teenageři. Má to být odvedení pozornosti, během něhož starostovi upíři ukradnou z nemocnice novorozence, které má představitel města v plánu obětovat démonovi žijícímu v kanálech pod městem. Buffy se s Ethanem střetne a nakonec porazí i obludu. |           |                         |                                                        |                     |                                                              |                         |                |               |
| 41 | 7         | Revelations             | Odhalení (Nova) Odhalení (Prima)                       | James A. Contner    | Douglas Petrie                                               | 17. listopadu 1998      | 29. srpna 2001 | 3ABB07        |
| Do Sunnydale přijede Faithina nová pozorovatelka Gwendolyn Postová. Xander zjistí Buffyino tajemství, že Angel opět žije, přičemž o tuto informaci se naštvaně podělí s ostatními a Faith dokonce dokáže zmanipulovat tak, že se pokusí upíra zabít. Stav Angela po návratu na Zemi se však lepší a ve skutečnosti nyní pomáhá Buffy v pátrání po mystické rukavici, po které jde i jeden démon. Gwen Postová však není úplně taková, jak se na první pohled zdá. Pokusí se násilím tuto rukavici, disponující ohromnou silou, získat, je však při tom zabita. |           |                         |                                                        |                     |                                                              |                         |                |               |
| 42 | 8         | Lovers Walk             | Trampoty s láskou (Nova) Cesty lásky (Prima)           | David Semel         | Dan Vebber                                                   | 24. listopadu 1998      | 30. srpna 2001 | 3ABB08        |
| Nešťastně zamilovaný Spike se vrátí do města a unese Willow, po které chce vyvolat kouzlo lásky, jež by působilo na Drusillu, která ho opustila. Zatímco drží Willow na tajném místě společně se zraněným Xanderem, vymyslí nový plán na získání Drusilly a odjede pryč. Oz a Cordelie nakonec najdou své partnery v objetí, jak se líbají. A ani Buffy není šťastná, protože si uvědomí, že její vztah s Angelem zkrátka není možný. |           |                         |                                                        |                     |                                                              |                         |                |               |
| 43 | 9         | The Wish                | Přání (Nova) Přání (Prima)                             | David Greenwalt     | Marti Noxon                                                  | 8. prosince 1998        | 31. srpna 2001 | 3ABB09        |
| Cordelie se trápí kvůli Xanderově zradě, což přivolá Anyanku, démonku pomsty, která plní přání zhrzeným ženám. Cordy si přeje, aby Buffy nikdy nepřišla do Sunnydale, což vytvoří alternativní realitu, kde se Pán díky Žním osvobodil a převzal na městem kontrolu. Giles zjistí, že je to všechno pouze alternativní realita, a uvědomí si, že je možné vrátit vše zpět do normálu zničením přívěsku, který Anyanka nosí. |           |                         |                                                        |                     |                                                              |                         |                |               |
| 44 | 10        | Amends                  | Náprava (Nova) Pokání (Prima)                          | Joss Whedon         | Joss Whedon                                                  | 15. prosince 1998       | 3. září 2001   | 3ABB10        |
| Prvotní zlo si zahrává s Angelovou příčetností, opakovaně se mu ukazuje v tělech lidí, které zabil, a postupně jej manipuluje, aby zabil Buffy. Upír se ale místo toho pokusí zabít sám, což mu přemožitelka překazí s tím, že jej stále miluje. Nakonec se oba opět dají dohromady jako pár. |           |                         |                                                        |                     |                                                              |                         |                |               |
| 45 | 11        | Gingerbread             | Perníková chaloupka (Nova) Perníková chaloupka (Prima) | James Whitmore, Jr. | námět: Thania St. John a Jane Espenson scénář: Jane Espenson | 12. ledna 1999          | 4. září 2001   | 3ABB11        |
| Jako součást kultovní oběti byly údajně zabity dvě malé děti. Joyce, ovlivněná démonem, vyvolá mezi lidmi doslova hon na čarodějnice. Buffy, Willow a Amy Madisonová jsou jejím hnutím připoutány ke kůlům, kde je lidé chtějí upálit; zachránit je musí Giles společně s Cordelií. Amy se podaří proměnit sama sebe v krysu a utéct před rozhněvaným davem, Willow už ji následně ale nedokáže navrátit lidskou podobu. |           |                         |                                                        |                     |                                                              |                         |                |               |
| 46 | 12        | Helpless                | Bezmocná (Nova) Bezmocná (Prima)                       | James A. Contner    | David Fury                                                   | 19. ledna 1999          | 5. září 2001   | 3ABB12        |
| Giles připravuje Buffy bez jejího vědomí na zkoušku, kterou musí pod dohledem Rady pozorovatelů podstoupit každá přemožitelka, jež se dožije svých 18. narozeniny. Sama Buffy díky své improvizaci zkouškou projde, nicméně Giles ji částečně pomůže a je kvůli tomu vyhozen ze svého místa pozorovatele. |           |                         |                                                        |                     |                                                              |                         |                |               |
| 47 | 13        | The Zeppo               | Nýmand (Nova) Outsider (Prima)                         | James Whitmore, Jr. | Dan Vebber                                                   | 26. ledna 1999          | 6. září 2001   | 3ABB13        |
| Xander se pokouší být frajerem a zaplete se s Jackem O'Toolem, který vzkřísil svoje tři mrtvé kamarády. Brzo si však uvědomí, že celá parta má za lubem něco nekalého, takže se pokouší před nimi utéct. Mezitím se ostatní Scoobies snaží zabránit démonickému sesterstvu v otevření Pekelné brány, což by znamenalo apokalypsu. |           |                         |                                                        |                     |                                                              |                         |                |               |
| 48 | 14        | Bad Girls               | Darebačky (Nova) Zlý holky (Prima)                     | Michael Lange       | Douglas Petrie                                               | 9. února 1999           | 7. září 2001   | 3ABB14        |
| Obě přemožitelky dostanou nového pozorovatele, Wesleyho Wyndama-Pryce. Buffy se blíže spřátelí s Faith, mimo jiné si jdou společně zatančit do Bronzu. Angel, který se postupně zotavil, je informuje o démonu Baltazarovi, který pátrá po jistém amuletu. Přemožitelky jsou napadeny Baltazarovými upíry, které však dokáží porazit. V zápalu boje ale Faith zabije i zástupce starosty. |           |                         |                                                        |                     |                                                              |                         |                |               |
| 49 | 15        | Consequences            | Následky (Nova) Následky (Prima)                       | Michael Gershman    | Marti Noxon                                                  | 16. února 1999          | 10. září 2001  | 3ABB15        |
| Faith si odmítá připustit, že provedla něco špatného. Poté sama sebe přesvědčí, že to byla Buffy, která zabila zástupce starosty, a oznámí to Gilesovi. Ten ji vyslechne, ovšem věří své bývalé svěřenkyni. Angel zadrží Faith, nicméně Wesley s dalšími pomocníky jej napadne, protože chce přemožitelku předvést do Británie před Radu pozorovatelů. Faith jim však uteče a plánuje odjet z města. Nakonec však zamíří ke starostovi, který ji ochotně přijme.                                                                                               |           |                         |                                                        |                     |                                                              |                         |                |               |
| 50 | 16        | Doppelgangland          | Dvojník (Nova) Dvojnice (Prima)                        | Joss Whedon         | Joss Whedon                                                  | 23. února 1999          | 11. září 2001  | 3ABB16        |
| Anyanka, která zůstala uvězněná v lidské podobě, se chce opět stát démonkou pomsty. Obelstí Willow, která jí pomůže s kouzlem, díky němuž má získat zdroj své síly – amulet, který Giles zničil v alternativní realitě. Místo amuletu však kouzlo přenese do Sunnydale upírskou dvojnici Willow, která se přes počáteční zmatení pokusí o ovládnutí města. Scoobies jí v tom ale dokážou zabránit a pošlou ji zpět do její reality. |           |                         |                                                        |                     |                                                              |                         |                |               |
| 51 | 17        | Enemies                 | Nepřátelé (Nova) Nepřátelé (Prima)                     | David Grossman      | Douglas Petrie                                               | 16. března 1999         | 12. září 2001  | 3ABB17        |
| Starosta Sunnydale, který se spolčil s Faith, vytvoří plán, jak s pomocí démona ukradnout Angelovi duši a potom nechat Angeluse, aby odstranil Buffy ze scény. Angel ale pouze vše hraje, takže se Scoobies dozvědí od Faith podrobnější informace o starostově plánu na povznesení. |           |                         |                                                        |                     |                                                              |                         |                |               |
| 52 | 18        | Earshot                 | Na doslech (Nova) Na doslech (Prima)                   | Regis Kimble        | Jane Espenson                                                | 21. září 1999           | 13. září 2001  | 3ABB18        |
| Buffy je zasažena krví démona a získá tak schopnost číst myšlenky. Na střední škole slyší mezi myšlenkami ostatních i někoho, kdo chce vyvraždit celou školu. Tomu dokáže zabránit, ale postupně se kvůli nemožnosti vypnout tuto schopnost skoro zblázní. Nakonec jí dokážou pomoct Angel, Giles a Wesley. |           |                         |                                                        |                     |                                                              |                         |                |               |
| 53 | 19        | Choices                 | Volby (Nova) Volby (Prima)                             | James A. Contner    | David Fury                                                   | 4. května 1999          | 14. září 2001  | 3ABB19        |
| Wesley řekne Buffy, která přemýšlí o studiu na vysoké škole v jiném městě, že nemůže opustit Sunnydale. Přemožitelka následně přejde do ofenzívy vůči starostovi Wilkinsovi, který má v plánu podstoupit rituál a stát se démonem. Ukradne mu mystickou krabici, kterou pro rituál potřebuje, avšak akce není zdaleka úspěšná, protože Faith se starostou při tom zajmou Willow. Obě strany posléze uspořádají výměnu, pro Scooby Gang má ale čarodějka překvapení – před svým zajetím získala ze starostových knih informace o rituálu.                       |           |                         |                                                        |                     |                                                              |                         |                |               |
| 54 | 20        | The Prom                | Maturitní ples (Nova) Maturitní ples (Prima)           | David Solomon       | Marti Noxon                                                  | 11. května 1999         | 17. září 2001  | 3ABB20        |
| Angel se rozhodne pro dobro obou definitivně se rozejít s Buffy a plánuje odejít pryč. Přemožitelka je v šoku, musí ale při tom zachránit maturitní ples před pekelnými psy, které si pořídil jeden ze studentů. To se jí podaří, na plese navíc dostane zvláštní ocenění od spolužáků a s Angelem si společně dopřejí poslední tanec. |           |                         |                                                        |                     |                                                              |                         |                |               |
| 55 | 21        | Graduation Day (Part 1) | Matuita (1. část) (Nova) Maturita (1. část) (Prima)    | Joss Whedon         | Joss Whedon                                                  | 18. května 1999         | 18. září 2001  | 3ABB21        |
| Starosta Wilkins se připravuje na rituál povznesení, Faith mezitím střelí Angela otráveným šípem. Protože jediným lékem na záchranu Angelova života je množství krve přemožitelky, je Buffy nucena bojovat s Faith, jejíž krev chce upírovi dodat. Těžce ji zraní, nicméně Faith dokáže uniknout. |           |                         |                                                        |                     |                                                              |                         |                |               |
| 56 | 22        | Graduation Day (Part 2) | Matuita (1. část) (Nova) Maturita (2. část) (Prima)    | Joss Whedon         | Joss Whedon                                                  | 13. července 1999       | 19. září 2001  | 3ABB22        |
| Buffy donutí Angela, aby se kvůli svému uzdravení napil její krve, on ji pak ale musí odnést do nemocnice. Faith po boji s Buffy zůstane v kómatu a doktoři neočekávají, že se z něj někdy probere. Starosta vykoná rituál a během slavnostního maturitního proslovu na Sunnydaleské střední se stane démonem, kterého studenti společnými silami nakonec zničí i se školou. Angel po boji odejde pryč ze Sunnydale. |           |                         |                                                        |                     |                                                              |                         |                |               |

### Čtvrtá řada (1999–2000)
Hlavní postavy
- Sarah Michelle Gellar jako Buffy Summersová (22 epizod)
- Nicholas Brendon jako Xander Harris (22 epizod)
- Alyson Hannigan jako Willow Rosenbergová (22 epizod)
- Seth Green jako Daniel „Oz“ Osbourne (6 epizod, v dalších dílech jako host)
- Marc Blucas jako Riley Finn (12 epizod, v dalších dílech jako host)
- James Marsters jako Spike (16 epizod, v dalších dílech jako host)
- Anthony Stewart Head jako Rupert Giles (22 epizod)

| Č. v seriálu | Č. v řadě | Původní název             | Český název                     | Režie            | Scénář                                  | Premiéra v USA (The WB) | Premiéra v ČR   | Produkční kód |
| --- | --------- | ------------------------- | ------------------------------- | ---------------- | --------------------------------------- | ----------------------- | --------------- | ------------- |
| 57 | 1         | The Freshman              | Nováček (Prima)                 | Joss Whedon      | Joss Whedon                             | 5. října 1999           | 31. května 2010 | 4ABB01        |
| Zatímco je Willow nadšená z univerzitního prostředí, Buffy si zvyká na těžké časy: v kampusu univerzity je ztracená, z přednášky ji vyhodí kvůli vyrušování a navíc šílí ze své spolubydlící Kathy, která je blázen do Céline Dion. Kvůli tomu všemu tak zanedbává svoje přemožitelské povinnosti. Ale jenom do té doby, než zjistí, že v kampusu univerzity žije skupina upírů, která zabíjí studenty a se kterou se s pomocí Scoobies vypořádá. |           |                           |                                 |                  |                                         |                         |                 |               |
| 58 | 2         | Living Conditions         | Životní podmínky (Prima)        | David Grossman   | Marti Noxon                             | 12. října 1999          | 1. června 2010  | 4ABB02        |
| Buffy je stále více přesvědčena o tom, že její otravná spolubydlící patří mezi stvoření zla, nicméně její kamarádi si myslí, že jen blázní. Ukradne jí tak odstřižené nehty, díky nimž dokáže, že Kathy je skutečná démonka, pro kterou si však shodou okolností právě přijdou její druhové. Novou spolubydlící Buffy se tak stane Willow, které její původní pokoj taky nevyhovoval. |           |                           |                                 |                  |                                         |                         |                 |               |
| 59 | 3         | The Harsh Light of Day    | Nelítostné denní světlo (Prima) | James A. Contner | Jane Espenson                           | 19. října 1999          | 2. června 2010  | 4ABB03        |
| Buffy se sblíží se spolužákem Parkerem a stráví spolu noc. V dalších dnech však zjistí, že Parker si chtěl jenom užít a že už běhá za jinou dívkou. Anya nečekaně přijde za Xanderem, svede ho a vyspí se spolu. Do Sunnydale se vrátí také Spike, tentokrát s přítelkyní Harmony, bývalou středoškolačkou a kamarádkou Cordelie. Spikovým cílem je najít bájný drahokam, který ho má učinit nezranitelným. Nakonec jej ale získá Buffy a rozhodne se ho poslat Angelovi. |           |                           |                                 |                  |                                         |                         |                 |               |
| 60 | 4         | Fear, Itself              | Sám strach (Prima)              | Tucker Gates     | David Fury                              | 26. října 1999          | 3. června 2010  | 4ABB04        |
| Scooby Gang zamíří na halloweenskou párty. Její organizátoři však nechtěně přivolali démona, takže z budovy se stal skutečný dům hrůzy, ve kterém se démon krmí strachem lidí. Anya, která dorazí později, si uvědomí, že něco není v pořádku a požádá Gilese o pomoc, který nakonec pomůže Buffy démona zlikvidovat. |           |                           |                                 |                  |                                         |                         |                 |               |
| 61 | 5         | Beer Bad                  | Prokleté pivo (Prima)           | David Solomon    | Tracey Forbes                           | 2. listopadu 1999       | 4. června 2010  | 4ABB05        |
| Xander získá práci barmana v univerzitním baru, Buffy, která se stále nemůže vyrovnat s tím, jaký Parker ve skutečnosti je, tam popíjí se studenty vyšších ročníků. Majitel baru však nechal očarovat svoje pivo, aby zvýšil jeho spotřebu, zároveň se však jeho konzumenti ale dočasně mentálně stávají pralidmi, což postihne i Buffy. |           |                           |                                 |                  |                                         |                         |                 |               |
| 62 | 6         | Wild at Heart             | Divokost v srdci (Prima)        | David Grossman   | Marti Noxon                             | 9. listopadu 1999       | 7. června 2010  | 4ABB06        |
| Do Sunnydale se vrátí Spike, je však zajat neznámými vojenskými ozbrojenci. Oz se blíže seznámí se zpěvačkou Verucou, načež zjistí, že je taky vlkodlačicí. Aby jí zabránil v útocích na lidi, zamkne se s ní přes noc v kleci, kde je následujícího rána najde Willow. Veruca se ji pokusí zabít, Oz jí v tom ale zabrání a v souboji, ve kterém se oba promění ve vlky, Verucu smrtelně zraní. Willow je zdrcená z Ozova podvádění a Oz, který si uvědomí, že neovládá se divoké zvířecí já, se rozhodne odejít z města. |           |                           |                                 |                  |                                         |                         |                 |               |
| 63 | 7         | The Initiative            | Iniciativa (Prima)              | James A. Contner | Douglas Petrie                          | 16. listopadu 1999      | 8. června 2010  | 4ABB07        |
| Spike je držen jako zajatec ve vysoce vyspělém tajném vojenském zařízení pod univerzitou, kde vědci zkoumají démony a jiné podobné bytosti. Tato organizace, zvaná Iniciativa, mu také do hlavy nechala implantovat čip, který upírovi způsobuje nesnesitelnou bolest hlavy, když se pokusí ublížit nějaké živé bytosti. Spike však dokáže utéct a zamíří za Buffy, o které je přesvědčený, že za tím vším stojí. Riley, jeden ze starších studentů, asistent profesorky a zároveň i agent Iniciativy, si uvědomí, že se do Buffy zakoukal a pokusí se ji blíže poznat. |           |                           |                                 |                  |                                         |                         |                 |               |
| 64 | 8         | Pangs                     | Staré křivdy (Prima)            | Michael Lange    | Jane Espenson                           | 23. listopadu 1999      | 9. června 2010  | 4ABB08        |
| Buffy chystá dokonalé Díkůvzdání. To je sice překaženo útokem indiánského ducha odplaty, kterého nešťastnou náhodou uvolnil Xander, Scooby Gang však tento problém vyřeší i s tajnou podporou Angela, jenž na chvíli přijel z Los Angeles. Nečekaně se se žádostí o pomoc objeví u Gilesových dveří vyhladovělý Spike, který kvůli čipu nemůže nikoho zabít a ani nemá kam jít, protože ho Harmony vyhodila. Buffy se nakonec dozví, že jim Angel v boji pomáhal, dojde k tomu ale až po jeho odjezdu. |           |                           |                                 |                  |                                         |                         |                 |               |
| 65 | 9         | Something Blue            | Něco modrého (Prima)            | Nick Marck       | Tracey Forbes                           | 30. listopadu 1999      | 10. června 2010 | 4ABB09        |
| Willow se po rozchodu s Ozem cítí špatně a pokusí se pomocí kouzla svoji bolest zmírnit. Jenže zaříkání se tak úplně nepovede, Giles oslepne, Xander se stane doslova magnetem pro démony a Buffy se se Spikem do sebe navzájem zamilují a dokonce se i zasnoubí. Poté, co si čarodějka uvědomí, co způsobila, dokáže nakonec vše napravit. |           |                           |                                 |                  |                                         |                         |                 |               |
| 66 | 10        | Hush                      | Ticho (Prima)                   | Joss Whedon      | Joss Whedon                             | 14. prosince 1999       | 11. června 2010 | 4ABB10        |
| Willow se v čarodějnickém kroužku na škole seznámí s Tarou. V Sunnydale se objeví Gentlemani, děsivé pohádkové bytosti, které ukradnou hlasy všech obyvatel města, takže nikdo nemůže mluvit, a které vyřezávají lidem srdce. Giles zjistí, že jedinou možností, jak je porazit, je skutečný lidský křik. Buffy se s pomocí Rileyho dostane do jejich skrýše, kde zničí schránku, která ukrývala hlasy lidí, takže Gentlemany nakonec zničí jediný Buffyin výkřik. |           |                           |                                 |                  |                                         |                         |                 |               |
| 67 | 11        | Doomed                    | Konec světa (Prima)             | James A. Contner | Marti Noxon, David Fury a Jane Espenson | 18. ledna 2000          | 14. června 2010 | 4ABB11        |
| Sunnydale zasáhne zemětřesení, což značí, že se otvírá Pekelná brána. Buffy poví Rileymu, že je legendární přemožitelkou, Riley se naopak přizná, že je členem tajného vojenského týmu. Zatímco se oba musí postupně vyrovnat s tajemstvími toho druhého, démoni se chystají otevřít Pekelnou bránu. Scoobies se tak musí vrátit do trosek střední školy, kde tomuto činu zabrání. |           |                           |                                 |                  |                                         |                         |                 |               |
| 68 | 12        | A New Man                 | Nový muž (Prima)                | Michael Gershman | Jane Espenson                           | 25. ledna 2000          | 15. června 2010 | 4ABB12        |
| Giles si zajde na drink s Ethanem Raynem, dozví se od něj sice nějaké nejasné informace o velké hrozbě, avšak příští ráno se probudí v podobě démona. Najme si proto Spika, který jediný rozumí jazyku, jimž nyní mluví, aby mu pomohl. Buffy i Iniciativa si však myslí, že jde o skutečného démona, takže ho chtějí ulovit. Willow mezitím zkouší společně s Tarou čarovat. Přemožitelka nakonec zjistí, že oním démonem je ve skutečnosti Giles, takže donutí Ethana, který je nakonec zadržen vojáky, vše napravit. |           |                           |                                 |                  |                                         |                         |                 |               |
| 69 | 13        | The I in Team             | Týmová práce (Prima)            | James A. Contner | David Fury                              | 8. února 2000           | 16. června 2010 | 4ABB13        |
| Spike se přestěhuje do hrobky na hřbitově, Buffy se mezitím oficiálně zapojí do akcí Iniciativy, kterou vede profesorka Walshová, její přednášející z psychologie. Vzhledem k Buffyině přirozené zvědavosti ji však profesorka vyhodnotí jako hrozbu pro utajený projekt, takže se ji rozhodne zabít a vyšle ji na nebezpečnou misi. Přemožitelka ji sice přežije, Riley se ale o tomto pokusu dozví a začne vážně přemýšlet o tom, že by z organizace odešel. |           |                           |                                 |                  |                                         |                         |                 |               |
| 70 | 14        | Goodbye Iowa              | Sbohem Iowo (Prima)             | David Solomon    | Marti Noxon                             | 15. února 2000          | 17. června 2010 | 4ABB14        |
| Buffy odhalí tajný projekt Iniciativy, jehož cílem je vytvoření jedince zvaného Adam, který je složen z kybernetických, lidských i démoních součástí. Oživlý Adam, který mezitím zabil profesorku Walshovou, uteče ze základny a vraždí obyvatele města, protože se chce dozvědět, jak svět funguje. Riley na tom není kvůli profesorčině smrti psychicky dobře, navíc přestane brát drogy, které mu Iniciativa podstrkovala. Buffy i Riley se snaží Adama zastavit, ten je však na ně příliš silný. |           |                           |                                 |                  |                                         |                         |                 |               |
| 71 | 15        | This Year's Girl          | Letošní holka (Prima)           | Michael Gershman | Douglas Petrie                          | 22. února 2000          | 18. června 2010 | 4ABB15        |
| Faith se probere z osmiměsíčního kómatu a protože je přesvědčena, že je Buffyinou obětí, začne chystat druhé přemožitelce odplatu. V přímém útoku sice selže, poté však objeví dárek, který jí zanechal starosta Wilkins. S pomocí tohoto mystického zařízení si v boji vymění s Buffy těla. |           |                           |                                 |                  |                                         |                         |                 |               |
| 72 | 16        | Who Are You?              | Kdo jsi? (Prima)                | Joss Whedon      | Joss Whedon                             | 29. února 2000          | 21. června 2010 | 4ABB16        |
| Buffy (nyní ve Faithině těle) je zadržena týmem, který poslala Rada pozorovatelů, zatímco Faith (v Buffyině těle) si užívá života své sokyně, včetně jejího přítele. Buffy dokáže zabijákům, kteří původně měli převézt Faith do Anglie, ale kvůli komplikacím se ji rozhodli zabít, utéct. Faith se mezitím chystá na odlet ze Sunnydale, ovšem neodolá útoku na upíry, kteří drží v kostele rukojmí. Dostane se tam i Buffy, obě přemožitelky lidi zachrání a při vzájemném souboji si vymění těla zpět. Faith začne pociťovat výčitky a lítost a zamíří vlakem z města pryč. |           |                           |                                 |                  |                                         |                         |                 |               |
| 73 | 17        | Superstar                 | Superstar (Prima)               | David Grossman   | Jane Espenson                           | 4. dubna 2000           | 22. června 2010 | 4ABB17        |
| Jonathan, jeden z bývalých spolužáků ze střední školy, použije kouzlo, po kterém jsou všichni v Sunnydale přesvědčeni, že je skutečnou „superstar“, bohatým, silným, krásným a dokonalým chlapcem, který dokáže opravdu úplně všechno. Nicméně takové mocné kouzlo něco stojí – ve městě se objeví příšera, která ohrožuje ostatní obyvatele. Buffy nakonec dojde, že realita byla nějak upravena a donutí Jonathana, aby pomohl vrátit svět do původního stavu. |           |                           |                                 |                  |                                         |                         |                 |               |
| 74 | 18        | Where the Wild Things Are | Tam, kde žijí divočiny (Prima)  | David Solomon    | Tracey Forbes                           | 25. dubna 2000          | 23. června 2010 | 4ABB18        |
| Na koleji je pořádána párty, při které se její účastníci chovají podivně. Buffy a Riley totiž nevědomky vzbudili duchy dětí, které byly kdysi v této budově týrány křesťanskou fundamentalistkou. Milenecká dvojice je v pokoji držena jako rukojmí, protože svým sexuálním chováním tyto přízraky živí. Willow, Tara a Giles dokáží najít kouzlo, které duchy zastaví, zatímco Xander a Anya se vydají do domu osvobodit své přátele. |           |                           |                                 |                  |                                         |                         |                 |               |
| 75 | 19        | New Moon Rising           | Nový úplněk (Prima)             | James A. Contner | Marti Noxon                             | 2. května 2000          | 24. června 2010 | 4ABB19        |
| Oz se na cestách naučil kontrolovat své vlkodlačí instinkty a vrátí se do města. Willow je v těžké situaci: neví, jestli se má vrátit ke svému bývalému příteli nebo zůstat s Tarou, se kterou se dost sblížila. Oz ztratí nervy, jako vlkodlak zaútočí na Taru, je však chycen Iniciativou, z jejíž základy je posléze osvobozen Buffy. Nakonec definitivně odjede ze Sunnydale. |           |                           |                                 |                  |                                         |                         |                 |               |
| 76 | 20        | The Yoko Factor           | Faktor Yoko (Prima)             | David Grossman   | Douglas Petrie                          | 9. května 2000          | 25. června 2010 | 4ABB20        |
| Adam přesvědčí Spika, že mu nechá odstranit z hlavy čip, pokud mu pomůže. Upír souhlasí a vymyšlenými řečmi dokáže Scoobies rozdělit tak, že si navzájem nevěří a nechtějí spolu mluvit. Riley se před Iniciativou schovává v troskách střední školy, nedaleko které se střetne s Angelem, jenž do Sunnydale přijel, aby se Buffy omluvil za to, co se stalo v Los Angeles (epizoda „Svatyně“ seriálu Angel). |           |                           |                                 |                  |                                         |                         |                 |               |
| 77 | 21        | Primeval                  | Prvotní (Prima)                 | James A. Contner | David Fury                              | 16. května 2000         | 28. června 2010 | 4ABB21        |
| Riley je ovládán Adamem pomocí čipu, který vojákovi nechala tajně voperovat profesorka Walshová. Je držen v tajné laboratoři základny, kam má Spike na Adamovu žádost přivést přemožitelku. Buffy mezitím dojde, že hádka mezi přáteli nebyla úplně přirozená, takže se nakonec s Willow, Xanderem a Gilesem vydá na základnu zničit Adama. Zde odhalí, že jeho cílem je vytvoření armády hybridních démoních kyborgů. Buffy osvobodí Rileyho a s pomocí mocného kouzla, které vyvolá Willow, Xander a Giles, nakonec dokáže Adama zabít. Celý vojenský projekt Iniciativy na ovládnutí démonů je následně vyššími představiteli vyhodnocen jako neúspěšný a poničená základna má být zabetonována. |           |                           |                                 |                  |                                         |                         |                 |               |
| 78 | 22        | Restless                  | Neklidní (Prima)                | Joss Whedon      | Joss Whedon                             | 23. května 2000         | 29. června 2010 | 4ABB22        |
| Buffy, Xander, Willow a Giles, unavení po předchozí akci na základně Iniciativy, si dopřávají oddych v domě Summersových, kde se chystají zhlédnout nějaké filmy. Brzy však usnou a každému se začne zdát podivný surrealistický sen. Společnými prvky jejich snění jsou zmínky jak o činech z minulosti, z předchozích epizod, tak záhadné odkazy na události, které teprve mají proběhnout. Kvůli mocnému kouzlu, které Scoobies použili, aby posílili Buffy, která tak mohla zabít Adama, se do jejich snů připlete i divoká a pradávná první přemožitelka. |           |                           |                                 |                  |                                         |                         |                 |               |

### Pátá řada (2000–2001)
Hlavní postavy
- Sarah Michelle Gellar jako Buffy Summersová (22 epizod)
- Nicholas Brendon jako Xander Harris (22 epizod)
- Alyson Hannigan jako Willow Rosenbergová (22 epizod)
- Marc Blucas jako Riley Finn (10 epizod)
- Emma Caulfield jako Anya Jenkinsová (22 epizod)
- Michelle Trachtenberg jako Dawn Summersová (21 epizod, v jednom díle jako host)
- James Marsters jako Spike (22 epizod, z toho nehrál v díle „Tělo“)
- Anthony Stewart Head jako Rupert Giles (22 epizod)

| Č. v seriálu | Č. v řadě | Původní název           | Český název                                   | Režie              | Scénář                         | Premiéra v USA (The WB) | Premiéra v ČR     | Produkční kód |
| --- | --------- | ----------------------- | --------------------------------------------- | ------------------ | ------------------------------ | ----------------------- | ----------------- | ------------- |
| 79 | 1         | Buffy vs. Dracula       | Buffy proti Drákulovi (Prima)                 | David Solomon      | Marti Noxon                    | 26. září 2000           | 30. června 2010   | 5ABB01        |
| Do Sunnydale přijel hrabě Drákula, upír s mimořádnými schopnostmi, který si chce z přemožitelky udělat jednu z konkubín. Xandera zároveň změní ve svého pomocníka, který má nalákat Buffy do jeho sídla. To se mu sice povede, Buffy ale upíra v souboji porazí, ačkoliv jej úplně nezabije. |           |                         |                                               |                    |                                |                         |                   |               |
| 80 | 2         | Real Me                 | Mé skutečné já (Prima)                        | David Grossman     | David Fury                     | 3. října 2000           | 1. července 2010  | 5ABB02        |
| Buffy se ne zrovna dobře snáší se svou mladší sestrou Dawn, kterou považuje za přítěž. Ani pro Dawn není lehké stále žít ve stínu sestry-přemožitelky. I přes všechny rozpory ji ale Buffy zachrání z doupěte, kam Dawn unese upírský gang. Ten vytvořila Harmony s cílem zabít přemožitelku, avšak místo toho Buffy její poskoky rozpráší. |           |                         |                                               |                    |                                |                         |                   |               |
| 81 | 3         | The Replacement         | Záměna (Prima)                                | James A. Contner   | Jane Espenson                  | 10. října 2000          | 2. července 2010  | 5ABB03        |
| Xander je démonem rozdělen na dvě osoby, jednu disponující silnými stránkami jeho osobnosti a druhou, která má pouze jeho slabé stránky. Zatímco se silný Xander přátelí s Scoobies a koupí dokonce byt, kde chce bydlet s Anyou, slabý Xander je nešťastný, že ten druhý žije svůj život mnohem lépe a hledá pomoc u Willow. Po vzájemné konfrontaci obou Xanderů dokáže čarodějka kouzlo zrušit. |           |                         |                                               |                    |                                |                         |                   |               |
| 82 | 4         | Out of My Mind          | Šílenství (Prima)                             | David Grossman     | Rebecca Rand Kirshner          | 17. října 2000          | 5. července 2010  | 5ABB04        |
| Riley riskuje svůj život, protože se chce v boji vyrovnat Buffy – jeho vylepšení na silného vojáka, která mu provedla Iniciativa pod vedením profesorky Walshové, mu však poškozuje srdce. Buffy chce po Spikovi, aby dostal Rileyho k doktorovi, upír však místo toho unese lékaře a donutí ho, aby se pokusil mu z hlavy vyndat čip, což však není možné. Riley je nakonec operací zachráněn a Spike si nakonec uvědomí, že je do Buffy asi zamilovaný. |           |                         |                                               |                    |                                |                         |                   |               |
| 83 | 5         | No Place Like Home      | Všude dobře, doma nejlíp (Prima)              | David Solomon      | Douglas Petrie                 | 24. října 2000          | 6. července 2010  | 5ABB05        |
| V Sunnydale se objeví neuvěřitelně silná a záhadná žena zvaná Glory, která pátrá po „Klíči“. Buffy se s ní střetne, je poražena, ale dokáže před ní utéct i se mnichem, Gloryiným zajatcem. Umírající řeholník přemožitelce prozradí, že oním Klíčem je Buffyina sestra Dawn, kterou mniši vytvořili z energie Klíče před dvěma měsíci, aby jej přemožitelka mohla ochránit. Zároveň pozměnili celou realitu, takže si všichni myslí, včetně Dawn samotné, že tu byla odjakživa. |           |                         |                                               |                    |                                |                         |                   |               |
| 84 | 6         | Family                  | Rodina (Prima)                                | Joss Whedon        | Joss Whedon                    | 7. listopadu 2000       | 7. července 2010  | 5ABB06        |
| Tara se chystá oslavit své 20. narozeniny, avšak do Sunnydale přijede její rodina, aby ji odvezla zpět domů dříve, než se podle rodinné legendy projeví její démoní část. Protože se dívka před svými přáteli stydí, použije kouzlo, kterým však nevědomky pomůže démonům, jež poslala Glory za přemožitelkou. Scoobies je porazí a v rodinném sporu se také postaví za Taru, přičemž dokáží, že v ní žádný démon nepřebývá. |           |                         |                                               |                    |                                |                         |                   |               |
| 85 | 7         | Fool for Love           | Šíleně zamilován (Prima)                      | Nick Marck         | Douglas Petrie                 | 14. listopadu 2000      | 8. července 2010  | 5ABB07        |
| Buffy téměř zabije obyčejný upír, proto se obrátí na Spika, aby jí řekl, jak v minulosti zabil dvě přemožitelky. Tím by se mohla poučit z chyb svých předchůdkyň. Spike má však nepokrytě zájem i o samotnou Buffy, ta jej ale příkře odmítne. A ačkoliv je upír z počátku naštvaný a slibuje jí smrt, nakonec ji utěšuje poté, co se Buffy dozví o zdravotním stavu své matky, která podstupuje v nemocnici různá vyšetření. |           |                         |                                               |                    |                                |                         |                   |               |
| 86 | 8         | Shadow                  | Stín (Prima)                                  | Daniel Attias      | David Fury                     | 21. listopadu 2000      | 9. července 2010  | 5ABB08        |
| Doktoři zjistí, že Joyce má nádor na mozku, Buffy se zároveň strachuje o to, jak se s touto zprávou vyrovná Dawn. Přemožitelka ale zároveň musí svoji sestru ochránit před záhadnou Glory, která si pomocí předmětů zakoupených v Gilesově obchodě vytvoří obřího magického hada, jehož úkolem je najít Klíč. Příšera sice Dawn najde, ale přemožitelka ji zneškodní ještě dříve, než to stačí sdělit Glory. Riley se mezitím cítí stále více odcizený od Buffy. |           |                         |                                               |                    |                                |                         |                   |               |
| 87 | 9         | Listening to Fear       | Naslouchat strachu (Prima)                    | David Solomon      | Rebecca Rand Kirshner          | 28. listopadu 2000      | 12. července 2010 | 5ABB09        |
| Zatímco se Joyce s pomocí Buffy a Dawn připravuje na operaci, v Sunnydale se objeví démon, který pochází z meteoritu spadlého poblíž města a který zabíjí psychicky nemocné pacienty, jejichž počet v Sunnydale v poslední době značně vzrostl. Napadne i Joyce, avšak Buffy jej dokáže zabít. Ve skutečnosti byl tento vetřelec vyvolán Benem, sanitářem v nemocnici, který uklízí „nepořádek“ po Glory. |           |                         |                                               |                    |                                |                         |                   |               |
| 88 | 10        | Into the Woods          | Do lesů (Prima)                               | Marti Noxon        | Marti Noxon                    | 19. prosince 2000       | 13. července 2010 | 5ABB10        |
| Buffy díky Spikovi zjistí, že Riley navštěvuje upírskou podobu nevěstince, kde si lidé mohou pro potěšení nechá sát krev. Sám Riley totiž cítí, že se v poslední době dostal téměř mimo Buffyin život, myslí si, že pro ni není dost dobrý. Po hádce nechá své přítelkyni ultimátum: má mu dát důvod tu s ní zůstat, jinak odletí s tajnou armádní jednotkou do Střední Ameriky. Buffy je na něj naštvaná, po rozhovoru se Xanderem si ale uvědomí, že s ním chce nadále zůstat. Nicméně mu to ale nedokáže sdělit včas a Riley proto opouští Sunnydale.                                                                      |           |                         |                                               |                    |                                |                         |                   |               |
| 89 | 11        | Triangle                | Trojúhelník (Prima)                           | Christopher Hibler | Jane Espenson                  | 9. ledna 2001           | 14. července 2010 | 5ABB11        |
| Willow a Anya si spor mezi sebou řeší přes Xandera, který však na jejich hádky nemá náladu. Nechtěně ale přitom přivolají trolla Olafa, jenž byl kdysi dávno původně v lidské podobě přítelem Anyi, která se mu následně pomstila. Olaf se snaží navést Xandera, aby si mezi oběma dívkami vybral, nicméně s pomocí Buffy ho dokážou nakonec odstranit. Giles byl mezitím v Anglii u Rady pozorovatelů, která mu ale žádné informace o záhadné Glory nemohla dodat, protože zprávy o něčem podobném dosud nebyly zaznamenány.                                                                                                 |           |                         |                                               |                    |                                |                         |                   |               |
| 90 | 12        | Checkpoint              | Bod obratu (Prima)                            | Nick Marck         | Douglas Petrie a Jane Espenson | 23. ledna 2001          | 15. července 2010 | 5ABB12        |
| Rada pozorovatelů navštíví Sunnydale s nově zjištěnými informacemi o Glory. Podmínkou však je, aby Buffy podstoupila sérii testů a prokázala tak, že je schopná tyto zprávy využít. Glory se mezitím zaměří na přemožitelku, jež se také setká s příslušníky řádu byzantských rytířů, kteří mají za úkol zničit Klíč. Buffy si nakonec uvědomí, že naopak ona má nad Radou moc a nařídí jejím členům vydat potřebné informace; Giles se také znovu stane jejím oficiálním pozorovatelem. Ze zpráv zjistí, že Glory není démonem, ale bohyní z jiné dimenze.                                                                   |           |                         |                                               |                    |                                |                         |                   |               |
| 91 | 13        | Blood Ties              | Krevní pouta (Prima)                          | Michael Gershman   | Steven S. DeKnight             | 6. února 2001           | 16. července 2010 | 5ABB13        |
| Dawn odhalí, že není původem člověkem, ale Klíčem, v depresi proto uteče. Poví svůj příběh Benovi, který se však následně změní v Glory. Ta si ale nepamatuje Benovy myšlenky a po výslechu přemožitelčiny sestry je přesvědčena, že ani ona neví, kde se Klíč nachází. Scoobies přijdou Dawn zachránit a Willow s Tařinou pomocí se dokáže Glory dočasně zbavit pomocí vyčerpávajícího teleportačního kouzla. |           |                         |                                               |                    |                                |                         |                   |               |
| 92 | 14        | Crush                   | Poblouznění (Prima)                           | Daniel Attias      | David Fury                     | 13. února 2001          | 19. července 2010 | 5ABB14        |
| Dawn se postupně spřátelila se Spikem, o kterém si myslí, že ji chápe. Také prozradí své sestře, že právě o ni má upír zájem. Buffy je z toho v šoku, protože se toho doteď kvůli starostem s Glory nevšimla. V Sunnydale se objeví Drusilla, kromě toho Spike dosud žije s Harmony, která už má jeho přehlížení dost. Nakonec jej opustí všechny tři dívky; Buffy, která ho považuje za nechutného, si pomůže tím, že zruší jeho pozvání do domu Summersových. |           |                         |                                               |                    |                                |                         |                   |               |
| 93 | 15        | I Was Made to Love You  | Byla jsem stvořena, abych tě milovala (Prima) | James A. Contner   | Jane Espenson                  | 20. února 2001          | 20. července 2010 | 5ABB15        |
| Buffy se postupně vyrovnává se Spikovými city vůči ní, naopak ona sama má zájem o Bena. Ve městě se objeví dívka April, která zde hledá jakéhosi Warrena. Přemožitelka zjistí, že April je ve skutečnosti Warrenem (jejím bývalým spolužákem ze střední) postavený android, který měl sloužit jako jeho přítelkyně. Po zamilování do Katriny ale April opustil a ta se ho proto vydala hledat. Jeho současnou přítelkyni se pokusí zabít, v souboji ji ale Buffy neopravitelně poškodí. Spike naopak požádá Warrena o postavení robota s podobou přemožitelky.                                                                |           |                         |                                               |                    |                                |                         |                   |               |
| 94 | 16        | The Body                | Tělo (Prima)                                  | Joss Whedon        | Joss Whedon                    | 27. února 2001          | 21. července 2010 | 5ABB16        |
| Buffy najde doma tělo své mrtvé matky. Pro ni, Dawn i všechny jejich přátele je to zdrcující zpráva. Podle následné pitvy zemřela náhle, avšak přirozenou smrtí, kvůli komplikaci spojené s nádorem na mozku, který jí vyoperovali. Dawn se vydá do márnice, aby se na tělo podívala, tam však na ni zaútočí upír. Buffy ji zachrání a pak sleduje, jak se její sestra chce dotknout mrtvé Joyce. |           |                         |                                               |                    |                                |                         |                   |               |
| 95 | 17        | Forever                 | Navždy (Prima)                                | Marti Noxon        | Marti Noxon                    | 17. dubna 2001          | 22. července 2010 | 5ABB17        |
| Společně se sestrou a přáteli připravuje Buffy pohřeb své matky. Po obřadu se ve městě objeví Angel, který přemožitelku v nelehké situaci utěšuje. Dawn se mezitím pokusí zaříkáním (a s velkou pomocí Spika) vzkřísit Joyce. Po návratu domů ji ale Buffy přesvědčí, aby kouzlo ukončila. Ben se před Gloryinými poskoky podřekne, že Klíč byl přetransformován do lidské podoby. |           |                         |                                               |                    |                                |                         |                   |               |
| 96 | 18        | Intervention            | Zákrok (Prima)                                | Michael Gershman   | Jane Espenson                  | 24. dubna 2001          | 23. července 2010 | 5ABB18        |
| Scoobies odhalí existenci Spikova robota s podobou Buffy. Sama přemožitelka se totiž vydala společně s Gilesem do pouště provést rituál, při kterém se od první přemožitelky dozví tajemnou a zlověstnou informaci, že „smrt je jejím darem“. Spike je chycen Gloryinými pomocníky, protože si myslí, že zrovna on je Klíčem. Glory ale zjistí jejich chybu a začne Spika mučit kvůli informacím; ten však nic neřekne. Scoobies i s robotem, který je v následném boji poškozen, včas dorazí a upíra pomohou zachránit. |           |                         |                                               |                    |                                |                         |                   |               |
| 97 | 19        | Tough Love              | Oběti pro lásku (Prima)                       | David Grossman     | Rebecca Rand Kirshner          | 1. května 2001          | 26. července 2010 | 5ABB19        |
| Glory si díky svým poskokům začne myslet, že Klíčem je Tara, která je nová v Buffyině životě. Tara se mezitím pohádá s Willow a když následně sama vyrazí na městské slavnosti, je napadena bohyní. Protože však Klíčem není, Glory alespoň vysaje její rozum. Zdrcená a zároveň rozzuřená Willow se pokusí o odplatu, která však na Glory nemá větší účinek, protože ani silné čarodějnické schopnosti na ni nestačí. |           |                         |                                               |                    |                                |                         |                   |               |
| 98 | 20        | Spiral                  | Spirála (Prima)                               | James A. Contner   | Steven S. DeKnight             | 8. května 2001          | 27. července 2010 | 5ABB20        |
| Glory zjistí, že skutečným Klíčem je Dawn. Buffy se rozhodne, že se svými přáteli musí uprchnout z města, protože proti ní nic nesvedou. V obytném automobilu jedou neznámo kam, jsou však napadeni řádem byzantských rytířů. Ukryjí se v opuštěné benzínové pumpě, Giles je však těžce zraněn. Buffy vyjedná s rytíři pomoc raněnému a zavolá Benovi, který Gilese ošetří. Poté však v něm převládne Glory, která unese Dawn, přičemž zabije všechny rytíře. |           |                         |                                               |                    |                                |                         |                   |               |
| 99 | 21        | The Weight of the World | Tíha světa (Prima)                            | David Solomon      | Douglas Petrie                 | 15. května 2001         | 28. července 2010 | 5ABB21        |
| Scoobies se vrátí do Sunnydale a Willow se snaží dostat do Buffyiny mysli. Přemožitelka totiž zůstala po únosu své sestry katatonická – myslí si, že to ona ji zabila, protože na okamžik zapochybovala o smyslu této bitvy. Glory se mezitím chystá na svůj velký den a návrat do své pekelné dimenze, avšak pouta, která vážou Bena a Glory do jedné osoby se začnou rozpadat a bohyně tak musí čelit návalu Benových emocí. Po vzájemném sporu ale ošetřovatel vyhodnotí, že také chce mít svůj život a předá Dawn Gloryiným poskokům. Buffy se díky Willow zotaví a je rozhodnutá sestru zachránit.                       |           |                         |                                               |                    |                                |                         |                   |               |
| 100 | 22        | The Gift                | Dar (Prima)                                   | Joss Whedon        | Joss Whedon                    | 22. května 2001         | 29. července 2010 | 5ABB22        |
| Buffy se s ostatními pustí do záchrany Dawn, Xander se ještě předtím stihne tajně zasnoubit s Anyou. Přemožitelka přitom využije jak schopnosti ostatních Scoobies, tak rovněž Spikova robota s její podobou či Olafovo kladivo, kterým je schopná zranit Glory. Tara získá díky Willow svůj zpět rozum, Buffy nakonec bohyni sice porazí (a v podobě Bena ji nakonec zabije Giles), ale začátku rituálu nezabrání a portál do pekelné dimenze se díky Dawnině krvi otevře. Protože Buffy nechce, aby její sestra zemřela, zbývá jí jediné. Sama skočí do portálu, čímž obětuje svůj život, ale zároveň svou krví jej uzavře. |           |                         |                                               |                    |                                |                         |                   |               |

### Šestá řada (2001–2002)
Hlavní postavy
- Sarah Michelle Gellar jako Buffy Summersová (22 epizod)
- Nicholas Brendon jako Xander Harris (22 epizod)
- Emma Caulfield jako Anya Jenkinsová (22 epizod, z toho nehrála v díle „Zase normální“)
- Michelle Trachtenberg jako Dawn Summersová (22 epizod)
- Amber Benson jako Tara Maclayová (1 epizoda, v dalších dílech jako host)
- James Marsters jako Spike (22 epizod)
- Alyson Hannigan jako Willow Rosenbergová (22 epizod)

| Č. v seriálu | Č. v řadě | Původní název           | Český název                     | Režie                          | Scénář                         | Premiéra v USA (UPN) | Premiéra v ČR                  | Produkční kód   |
| --- | --------- | ----------------------- | ------------------------------- | ------------------------------ | ------------------------------ | -------------------- | ------------------------------ | --------------- |
| 101–102 | 12        | Bargaining              | Návrat mezi živé (Prima)        | David Grossman                 | Marti NoxonDavid Fury          | 2. října 2001        | 30. července 20102. srpna 2010 | 6ABB01 / 6ABB02 |
| Scoobies se s pomocí Spikova Buffybota snaží nahradit přemožitelku. Android je však při boji poškozen upírem, který tento fakt, že přemožitelka byla nahrazena strojem, prozradí démonskému motorkářskému gangu. Démoní motorkáři, Hellioni, se proto vydají ovládnout Sunnydale. Willow, Xander, Tara a Anya se tajně připravují na náročné kouzlo, které by v případě úspěchu mělo oživit Buffy. Giles se mezitím rozhodl obchod přenechat Anye a odletět zpět do Anglie. Hellioni rabují a ničí Sunnydale, překazí dokonce i rituál na oživení přemožitelky. Willow si tak myslí, že je s její kamarádkou definitivní konec. Démoni chytí a zničí Buffybota, nicméně Willowino kouzlo bylo úspěšné: skutečná Buffy se však probere ve své rakvi, odkud se nejprve musí vyhrabat. Dezorientovaná a v šoku putuje městem a vzhledem ke všeobecné zkáze je přesvědčena, že se jedná o peklo. Pomůže ostatním porazit Helliony a nakonec dorazí na místo své smrti, kde se setká s Dawn, která ji utěší. |           |                         |                                 |                                |                                |                      |                                |                 |
| 103 | 3         | After Life              | Po životě (Prima)               | David Solomon                  | Jane Espenson                  | 9. října 2001        | 3. srpna 2010                  | 6ABB03          |
| Zatímco se Buffy vyrovnává se svým vzkříšením, Spike varuje ostatní Scoobies, že použití mocných kouzel má vždy vážné následky. Jeho tvrzení se ukáže jako pravdivé, členové party jsou totiž postupně posednuti neznámým nehmotným démonem, kterého ale nakonec přesto dokáží porazit. Buffy se svěří Spikovi, jako vůbec jedinému, že pravděpodobně byla v nebi, nikoliv v pekelné dimenzi, jak si ostatní mysleli a stále myslí. |           |                         |                                 |                                |                                |                      |                                |                 |
| 104 | 4         | Flooded                 | Zaplavená (Prima)               | Douglas Petrie                 | Douglas Petrie a Jane Espenson | 16. října 2001       | 4. srpna 2010                  | 6ABB04          |
| Obyčejné finanční problémy domácnosti dostihnou také přemožitelku. Dům Summersových, kam se nastěhovaly i Willow s Tarou, potřebuje nové vodovodní potrubí, proto Buffy zažádá o půjčku, avšak neúspěšně. Warren, Andrew a Jonathan mezitím vytvoří Trio, skupinku tři nerdů, která chce převzít moc nad Sunnydale. Pošlou proto démona, aby zabil přemožitelku, neboť si myslí, že právě ona je pro ně největší hrozbou. Buffy se s ním však vypořádá, navíc se i opětovně setká s Gilesem, který přiletěl zpět, a následně se vydá na setkání s Angelem, se kterým telefonicky mluvila. |           |                         |                                 |                                |                                |                      |                                |                 |
| 105 | 5         | Life Serial             | Seriálový život (Prima)         | Nick Marck                     | David Fury a Jane Espenson     | 23. října 2001       | 5. srpna 2010                  | 6ABB05          |
| Protože Buffy nutně potřebuje peníze, vyzkouší různé činnosti. Poté, co se nezapsala do dalšího semestru, zkusí s Willow a Tarou navštěvovat přednášky na univerzitě neoficiálně. Následně chvíli pracuje na stavbě (což ji domluvil Xander) a nakonec skončí vypomáháním v Anyině obchodě s magickými potřebami. Na všech třech místech je ale cílem podivných událostí (zrychlení času, útok démonů, časová smyčka), jejichž autory je ve skutečnosti Trio, které se baví a tajně sleduje přemožitelčiny schopnosti a reakce. |           |                         |                                 |                                |                                |                      |                                |                 |
| 106 | 6         | All the Way             | Až na konec cesty (Prima)       | David Solomon                  | Steven S. DeKnight             | 30. října 2001       | 6. srpna 2010                  | 6ABB06          |
| Xander konečně oznámí ostatním zasnoubení s Anyou, zároveň se ale začne obávat náročné společné budoucnosti. Giles si stále více uvědomuje Buffyinu závislost na něm. Tara se pohádá s Willow, neboť Willow to už značně přehání s používání magie i při běžných každodenních činnostech. Aby vše urovnala, použije následně kouzlo, po kterém Tara na hádku zapomene. Dawn si s kamarádkou vyjde na Halloween a potkají dva kluky, z nichž se vyklubou upíři. Dívky ale nakonec zachrání Buffy, Giles a Spike, také sama Dawn svého „přítele“ probodne dřevěnou šipkou. |           |                         |                                 |                                |                                |                      |                                |                 |
| 107 | 7         | Once More, with Feeling | Ještě jednou a s citem (Prima)  | Joss Whedon                    | Joss Whedon                    | 6. listopadu 2001    | 9. srpna 2010                  | 6ABB07          |
| Neznámá síla nutí obyvatele Sunnydale zpívat a tancovat, přičemž zároveň vyzrazují ostatním svá tajemství a své niterné obavy. Postihne to i Scoobies: Buffy si není jistá svým obnoveným životem, Xander a Anya pochybují o svém budoucím manželství, Dawn se trápí, že si jí nikdo nevšímá, Spike vyzradí své city vůči Buffy, Tara zjistí, že Willow na ni použila kouzlo zapomnění a Giles má obavy o přemožitelku, která se na něj až příliš spoléhá. Parta poté zjistí, že za celou situaci se zpěvy může démon, kterého sem nechtěně přivolal Xander. |           |                         |                                 |                                |                                |                      |                                |                 |
| 108 | 8         | Tabula Rasa             | Tabula rasa (Prima)             | David Grossman                 | Rebecca Rand Kirshner          | 13. listopadu 2001   | 10. srpna 2010                 | 6ABB08          |
| Willow a Tara se hádají kvůli kouzlům, které Willow nadměrně a nepřiměřeně využívá. Sice slíbí, že vydrží týden bez magie, avšak ani toto nedokáže dodržet. Pomocí kouzla zapomnění se opět snaží pomoci Buffy a Taře, avšak kouzlo se nepovede a všichni z party si přestanou pamatovat, kdo jsou – při útocích upírů se jen snaží zůstat naživu. Po rozbití Willowina krystalu kouzlo přestane působit, čarodějky si uvědomí, co se stalo a Tara se kvůli tomu s Willow rozejde. Giles definitivně odletí do Anglie. |           |                         |                                 |                                |                                |                      |                                |                 |
| 109 | 9         | Smashed                 | Sjetá (Prima)                   | Turi Meyer                     | Drew Z. Greenberg              | 20. listopadu 2001   | 11. srpna 2010                 | 6ABB09          |
| Trio ukradne z muzea diamant a přitom paprskem zmrazí strážného. Willow je po rozchodu s Tarou sklíčená, díky svým schopnostem nyní ale dokáže Amy, která předchozí tři roky byla krysou, obnovit její původní lidskou podobu. Čarodějka Amy jí ohledně magie rozumí víc, spolu si vyjdou i na párty do Bronzu. Spike zjistí, že mu jeho čip nepůsobí bolest, když chce ublížit Buffy. Jejich následná společná rvačka v opuštěné budově vyvrcholí sexem. |           |                         |                                 |                                |                                |                      |                                |                 |
| 110 | 10        | Wrecked                 | Na dně (Prima)                  | David Solomon                  | Marti Noxon                    | 27. listopadu 2001   | 12. srpna 2010                 | 6ABB10          |
| Amy vezme Willow ke kouzelníkovi Rackovi, který dokáže ostatní zásobovat magií, na níž se ale poté stávají závislými. Totéž se stane i Willow, která následně svým nezodpovědným chováním závislého člověka ohrozí Dawnin život. Buffy je nejprve v šoku z toho, že se vyspala se Spikem – chce, aby se od ní držel dál. Její dlouholeté přátelství s Willow dostane po čarodějčiných činech velké trhliny. Willow si však svůj stav uvědomuje a zapřisáhne se, že magii už nebude nikdy využívat. |           |                         |                                 |                                |                                |                      |                                |                 |
| 111 | 11        | Gone                    | Neviditelná (Prima)             | David Fury                     | David Fury                     | 8. ledna 2002        | 13. srpna 2010                 | 6ABB11          |
| Sociální pracovnice hrozí Buffy, že jí odebere Dawn. Trio se mezitím pokouší pomocí paprsku, pro nějž potřebovali mystický diamant, zneviditelnit, nicméně náhodně zasáhnou Buffy. Neviditelná přemožitelka se rozhodne pracovnici provádět naschvály, také se vyspí se Spikem. Scoobies pátrají po pachateli zneviditelnění a protože paprsek ve svém konečném důsledku způsobuje rozpad hmoty, je Trio donuceno zviditelnit Buffy, přičemž zároveň odhalí svoji totožnost. |           |                         |                                 |                                |                                |                      |                                |                 |
| 112 | 12        | Doublemeat Palace       | Doublemeat Palace (Prima)       | Nick Marck                     | Jane Espenson                  | 29. ledna 2002       | 16. srpna 2010                 | 6ABB12          |
| Buffy získá práci ve fastfoodové restauraci Doublemeat Palace. Zaměstnání je to však ubíjející a brzo začne být podezřívavá ohledně tajné přísady, která se používá do hamburgerů. Zjistí, že zmizelé zaměstnance zabíjel démon, nicméně burgery jsou tvořeny místo skutečného masa upravenou zeleninou. Anyu navštíví její stará přítelkyně Halfrek, rovněž démonka pomsty, která se zajímá o její vztah se Xanderem. Willow se už nechce setkávat s Amy, která má na ni stále velký vliv. |           |                         |                                 |                                |                                |                      |                                |                 |
| 113 | 13        | Dead Things             | Mrtvé záležitosti (Prima)       | James A. Contner               | Steven S. DeKnight             | 5. února 2002        | 17. srpna 2010                 | 6ABB13          |
| Trio vytvoří kouzlem z Warrenovy bývalé přítelkyně Katriny svého sexuálního otroka. Po jeho vyprchání se ale dívka brání a Warren ji nakonec zabije. Protože chtějí zakrýt svůj čin, rozhodnou se pomocí kouzel a démonů donutit Buffy, aby si myslela, že právě ona při boji s démony nešťastnou náhodou Katrinu zabila. Přemožitelka mezitím nadále pokračuje v sexuálním vztahu se Spikem a Willow si poprvé po rozchodu promluví s Tarou a řekne jí, že její odvykání pokračuje dobře. |           |                         |                                 |                                |                                |                      |                                |                 |
| 114 | 14        | Older and Far Away      | Starší a vzdálená (Prima)       | Michael Gershman               | Drew Z. Greenberg              | 12. února 2002       | 18. srpna 2010                 | 6ABB14          |
| Dawn se cítí od ostatních odcizená, nikdo, ani její sestra, s ní netráví příliš mnoho času. Aniž by věděla, že Halfrek je démonkou pomsty, vysloví před ní přání. To způsobí, že z oslavy Buffyiných narozenin, kam přišli všichni Scoobies, Tara i několik dalších známých, není nikdo schopný odejít. Navíc jsou ohrožováni démonem, kterého do domu nevědomky přinesla v meči přemožitelka. Anya pomůže s vyjasněním situace a Halfrek své kouzlo nakonec zruší. Najevo však vyjde i Dawnina kleptomanie. |           |                         |                                 |                                |                                |                      |                                |                 |
| 115 | 15        | As You Were             | Pohov, rozchod (Prima)          | Douglas Petrie                 | Douglas Petrie                 | 26. února 2002       | 19. srpna 2010                 | 6ABB15          |
| Buffy, která stále pracuje v restauraci Doublemeat Palace, navštíví Riley. Ten se do Sunnydale vrátil kvůli armádnímu lovu démonů. Navíc má informace o tom, že nějaký překupník „Doktor“ dodává na černý trh démoní vejce. Riley se mezitím taky stihl oženit, jeho manželka s ním pracuje v akci. Oním „Doktorem“ je ve skutečnosti Spike, jím vejce démonů jsou následně zničena explozí granátu. Buffy a Riley si vyříkají vše, co si nestihli sdělit před rokem, a přemožitelka se rozhodne ukončit svůj tajný vztah se Spikem. Nakonec Riley i se ženou odletí na další misi. |           |                         |                                 |                                |                                |                      |                                |                 |
| 116 | 16        | Hell's Bells            | Pekelné zvony (Prima)           | David Solomon                  | Rebecca Rand Kirshner          | 5. března 2002       | 20. srpna 2010                 | 6ABB16          |
| Chystá se dlouho připravovaná svatba Xandera a Anyi. Ženich se děsí své rodiny, kterou nemá z různých důvodů příliš v lásce, z nevěstiny strany přijde řada démonů. Xandera navštíví starý muž, jenž se představí jako jeho já z budoucnosti, a ukáže mu záblesky nešťastných okamžiků, které ho mají po svatbě čekat. Ačkoliv se ukáže, že to byl ve skutečnosti pouze démon, který se chtěl pomstít Anyance, šokovaný Xander si naplno uvědomí svoje obavy z manželství a ze své svatby uteče. |           |                         |                                 |                                |                                |                      |                                |                 |
| 117 | 17        | Normal Again            | Zase normální (Prima)           | Rick Rosenthal                 | Diego Gutierrez                | 12. března 2002      | 23. srpna 2010                 | 6ABB17          |
| Protože Buffy téměř odhalí skrýš Tria, přivolají jeho členové démona, který přemožitelku při souboji infikuje svým jedem. Buffy má následně halucinace o tom, že je už šest let zavřená v psychiatrické léčebně, kde ji navštěvují její rodiče a kde je doktorem přesvědčována, že Sunnydale a vše, co se tu děje, je pouze výplodem její fantazie. Protože se cítí odcizená od svých kamarádů, pokusí se na ně zaútočit a zůstat tak v „reálném“ světě. Scoobies ale dokáží najít onoho démona a po vypití protijedu se Buffy zotaví. |           |                         |                                 |                                |                                |                      |                                |                 |
| 118 | 18        | Entropy                 | Entropie (Prima)                | James A. Contner               | Drew Z. Greenberg              | 30. dubna 2002       | 24. srpna 2010                 | 6ABB18          |
| Anya, která se stala znovu démonkou pomsty, chce odplatu po Xanderovi. Proto se pokouší ostatní Scoobies zmanipulovat tak, aby vyslovili na jeho účet nějaké škaredé přání, což však nikdo neudělá. Útěchu najde u Spika, se kterým si začne rozumět a se kterým se v magickém obchodě vyspí. Ostatní to ale zjistí díky jedné z průmyslových kamer, kterými Trio sledovalo přemožitelku. Xander se pokusí Spika zabít, dokáže je ale zarazit Buffy, nicméně upír vyzradí, že s ní měl sex. Willow a Tara se už nějakou dobu vídaly jako kamarádky, proto si zajdou na kávu a nakonec spolu skončí ve Willowině ložnici. |           |                         |                                 |                                |                                |                      |                                |                 |
| 119 | 19        | Seeing Red              | Krvavý pohled (Prima)           | Michael Gershman               | Steven S. DeKnight             | 7. května 2002       | 25. srpna 2010                 | 6ABB19          |
| Tara se dá opět dohromady s Willow. Spike se pokusí Buffy znásilnit, nicméně poté je ze svého činu zděšen a odjede z města. Přemožitelka následně zastaví Trio při pokusu o velkou loupež, avšak Warren uteče. Mladík je rozzuřený, že mu Buffy kazí všechny plány. Proto přiběhne k domu Summersových s pistolí v ruce, začne na přemožitelku střílet a poté opět zmizí. Buffy postřelí a vážně zraní, jedna z kulek ale náhodou zasáhne i Taru stojící v pokoji, která zemře Willow v náručí. |           |                         |                                 |                                |                                |                      |                                |                 |
| 120 | 20        | Villains                | Zlosynové (Prima)               | David Solomon                  | Marti Noxon                    | 14. května 2002      | 26. srpna 2010                 | 6ABB20          |
| Willow se pokusí Taru kouzlem vzkřísit, což se ale nepodaří. Velmi mocná čarodějka je kvůli zármutku zlostí bez sebe. Pomocí kouzla pomůže postřelené Buffy zotavit se, načerpá znalosti černé magie a následně se vydá na lov Tria. Začne s Warrenem, který se před ní snaží schovat a poté i uprchnout, ale žádný z jeho vynález mu není nic platný. Willow jej v lese chytí a bez milosti ho zabije, nezabrání tomu ani Buffy se Xanderem a Anyou. Spike mezitím dorazí do africké vesnice s mystickou jeskyní. |           |                         |                                 |                                |                                |                      |                                |                 |
| 121–122 | 2122      | Two to GoGrave          | Dva zbývají (Prima)Hrob (Prima) | Bill L. NortonJames A. Contner | Douglas PetrieDavid Fury       | 21. května 2002      | 27. srpna 201030. srpna 2010   | 6ABB21 / 6ABB22 |
| Jonathan a Andrew, zatčení policií, se ve vězení bojí o svůj život, protože se na ně zaměřila Willow. Buffy s Anyou jim pomohou utéct a se Xanderem se je snaží chránit, ale proti mocné čarodějce nemají příliš šancí. V magickém obchodě proběhne jejich souboj s Willow, která předtím načerpala další sílu zabitím Racka a která je ochotná zničit i své přátele. Jediný, který jí může čelit, je Giles, jenž se nečekaně vrátil z Anglie s propůjčenou magickou mocí. V africké jeskyni podstupuje Spike sérii zkoušek. Ani Giles, jemuž půjčil moc anglický sabat, ale nedokáže zadržet Willow na dlouho. Čarodějka z něj dokonce načerpá další magickou moc, kterou je ale silně ovlivněna: cítí utrpení všech lidí a rozhodne se tedy zcela ukončit svět. Protože je Buffy i s Dawn uvězněna v podzemí, kde se musí bránit útokům magických stvoření, Jonathan a Andrew využijí situace a utečou – rozhodnou se pro Mexiko. Willow začne chystat apokalypsu u bývalého satanistického chrámu, nicméně jí v tom zabrání Xander. Povídá jí o jejich společné minulosti, o citech a nelehkém životě a nakonec čarodějku utěší. Buffy se rozhodne, že Dawn už nemůže dále chránit před světem a tak jí ho chce ukázat. Spike, který v Africe úspěšně prošel zkouškami, dostane od mocného démona zpět svoji duši. |           |                         |                                 |                                |                                |                      |                                |                 |

### Sedmá řada (2002–2003)
Hlavní postavy
- Sarah Michelle Gellar jako Buffy Summersová (22 epizod)
- Nicholas Brendon jako Xander Harris (22 epizod, z toho nehrál v díle „Rozhovory se záhrobím“)
- Emma Caulfield jako Anya Jenkinsová (22 epizod, z toho nehrála v dílech „Pomoc“, „Rozhovory se záhrobím“ a „Nečisté ženy“)
- Michelle Trachtenberg jako Dawn Summersová (22 epizod)
- James Marsters jako Spike (22 epizod)
- Alyson Hannigan jako Willow Rosenbergová (22 epizod)

| Č. v seriálu | Č. v řadě | Původní název                  | Český název                      | Režie            | Scénář                         | Premiéra v USA (UPN) | Premiéra v ČR  | Produkční kód |
| --- | --------- | ------------------------------ | -------------------------------- | ---------------- | ------------------------------ | -------------------- | -------------- | ------------- |
| 123 | 1         | Lessons                        | Lekce (Prima)                    | David Solomon    | Joss Whedon                    | 24. září 2002        | 31. srpna 2010 | 7ABB01        |
| Willow se postupně zotavuje u Gilese v Anglii. V Istanbulu je po honičce se záhadnými muži zabita mladá dívka. V Sunnydale je otevřena nová střední škola (na místě té původní), kterou začne navštěvovat Dawn. Nicméně již od začátku se zde vyskytují nadpřirozené bytosti, tentokrát duchové zabitých ve staré škole. Buffy je s pomocí Xandera porazí a dokonce i najde Spika, který přežívá ve školním sklepě a který po navrácení duše šílí z viny za to, jaké činy v minulosti vykonal. |           |                                |                                  |                  |                                |                      |                |               |
| 124 | 2         | Beneath You                    | Pod tebou (Prima)                | Nick Marck       | Douglas Petrie                 | 1. října 2002        | 1. září 2010   | 7ABB02        |
| Další mladá dívka je zabita, tentokrát ve Frankfurtu. Willow se připravuje na návrat do USA, není si však jistá, zda po svých činech neztratila přátele. Členové Scooby Gangu, který nyní tvoří pouze Buffy, Xander a Dawn, se musí postarat o obřího podzemního démona, kterého po přání jedné dívky vytvořila Anya jako pomstu jejímu bývalému příteli. Buffy po spřátelení s ředitelem Woodem nastoupí jako poradkyně do své nové práce na střední škole. Spike odhalí Buffy, že získal zpět svoji duši, aby jí mohl dát to, co si ona zaslouží. |           |                                |                                  |                  |                                |                      |                |               |
| 125 | 3         | Same Time, Same Place          | Stejný čas, stejné místo (Prima) | James A. Contner | Jane Espenson                  | 8. října 2002        | 2. září 2010   | 7ABB03        |
| Willow přiletí domů, v Sunnydale ale nedokáže najít žádného ze svých nejlepších přátel. Ve tomtéž čase a na týchž místech ale ani oni také nedokáží spatřit Willow, na kterou s radostí čekali. Nález těla staženého z kůže (podobnost s Willowiným zavražděním Warrena je znepokojující, ale čarodějka to tentokrát nebyla) zavede Willow s Anyou a Buffy, Xandera, Dawn a Spika do jeskyně s démonem, kterého přemožitelka zabije. Následně se tam všichni shledají, přičemž neschopnost se vidět byla nechtěně zapříčiněna Willowinou magickou mocí spojenou s obavou, zda se s ní budou chtít přátelé vůbec setkat. |           |                                |                                  |                  |                                |                      |                |               |
| 126 | 4         | Help                           | Pomoc (Prima)                    | Rick Rosenthal   | Rebecca Rand Kirshner          | 15. října 2002       | 3. září 2010   | 7ABB04        |
| Buffy nastoupí do své nové práce poradkyně na střední škole. Přitom se setká s dívkou Cassie, která předpovídá svoji vlastní smrt. Přemožitelka s pomocí ostatních Scoobies pátrá po tom, co by studentku mohlo ohrozit. Na škole zneškodní bratrstvo, které vyvolalo démona a které chtělo využít Cassie jako oběť. Samotná dívka ale následně zemře na následky infarktu, který byl v její rodině častým problémem, o čemž ale sama ani nevěděla. |           |                                |                                  |                  |                                |                      |                |               |
| 127 | 5         | Selfless                       | Obětavost (Prima)                | David Solomon    | Drew Goddard                   | 22. října 2002       | 6. září 2010   | 7ABB05        |
| Anya nechá zabít skupinu vysokoškoláků, kteří se smáli své spolužačce, jež si následně přála jejich smrt. Démonka si ale svým činem vůbec není jistá. Těla objeví Willow a protože Anyu podezřívá, řekne to Buffy. Přemožitelka, i když nerada, se musí vydat ji zabít. Po vzájemném souboji se objeví D'Hoffryn, vedoucí démonek pomsty, kterého jeho podřízená požádá, aby vše vrátil zpět. Cenou však je život Halfrek, Anyiny přítelkyně. Sama Anya se opět stane člověkem a nakonec se usmíří i se Xanderem. |           |                                |                                  |                  |                                |                      |                |               |
| 128 | 6         | Him                            | On (Prima)                       | Michael Gershman | Drew Z. Greenberg              | 5. listopadu 2002    | 7. září 2010   | 7ABB06        |
| Dawn se zamiluje do R. J., jednoho ze spolužáků, který hraje v týmu amerického fotbalu. Pokouší se mu být nablízku, avšak nábor do sboru roztleskávaček nezvládne. Buffy jako školní poradkyně si s ním chce promluvit, ale i ona mu podlehne. Protože podobné poblouznění se objeví i u dalších dívek na škole a také u Anyi a dokonce i Willow, Xander se se Spikem vydá na průzkum. Zjistí, že celé to bylo zapříčiněno očarovaným dresem, který R. J. nosí a který nakonec spálí. |           |                                |                                  |                  |                                |                      |                |               |
| 129 | 7         | Conversations with Dead People | Rozhovory se záhrobím (Prima)    | Nick Marck       | Jane Espenson a Drew Goddard   | 12. listopadu 2002   | 8. září 2010   | 7ABB07        |
| Scoobies musí čelit pokusům o zmanipulování pomocí mrtvých známých: Buffy se při hlídce na hřbitově setká s bývalým spolužákem, nyní však upírem, kterého musí zabít; Willow potká v univerzitní knihovně Cassie, která jí přináší zprávy od Tary; Dawn musí v domě zvládnout nebezpečného ducha a stane se taky svědkem zjevení Joyce. Mezitím se Jonathan a Andrew vrací z Mexika zpět do Sunnydale, kde ve sklepě střední školy odkryjí záhadný znak zahrabaný v zemi. Andrew, který je pod vlivem Warrenova ducha, následně zabije Jonathana. |           |                                |                                  |                  |                                |                      |                |               |
| 130 | 8         | Sleeper                        | Někdo v pozadí (Prima)           | Alan J. Levi     | David Fury a Jane Espenson     | 19. listopadu 2002   | 9. září 2010   | 7ABB08        |
| V Sunnydale stoupl počet pohřešovaných lidí, podle jistých náznaků je možné, že by za to mohl Spike, který nyní přebývá v Xanderově bytě. Sám si však události pořádně nevybavuje, Buffy jej proto sleduje. Nakonec zjistí, že skutečně všechny i přes fungující čip ve své hlavě zabil. Ovšem byl přitom ovlivněn nějakou neznámou silou, která ho tyto skutky nutí dělat. |           |                                |                                  |                  |                                |                      |                |               |
| 131 | 9         | Never Leave Me                 | Nikdy mě neopouštěj (Prima)      | David Solomon    | Drew Goddard                   | 26. listopadu 2002   | 10. září 2010  | 7ABB09        |
| Buffy hlídá Spika u sebe v domě – chvílemi je normální, chvílemi nepříčetný. Willow taky přivede Andrewa, kterého potkala ve městě a kterého si Scoobies nyní vzali jako zajatce. Dům je však přepaden skupinou záhadných mužů, kteří Spika unesou. Jeho krev využijí k otevření znaku ve sklepě školy, kterým přijde na zemský povrch jeden z Turok-Hanů, prastarých a neuvěřitelně silných upírů. Rada pozorovatelů je ochromena útoky po celém světě, jejich centrála v Londýně je i s vedoucími organizace zničena explozí. Buffy si s pomocí různých indicií uvědomí, že proti nim stojí Prvotní zlo. |           |                                |                                  |                  |                                |                      |                |               |
| 132 | 10        | Bring on the Night             | Noc přichází (Prima)             | David Grossman   | Marti Noxon a Douglas Petrie   | 17. prosince 2002    | 13. září 2010  | 7ABB10        |
| Zatímco je Spike mučen Prvotním zlem, Scoobies najdou ve škole znak, který zahrabou. Do Buffyina domu dorazí Giles, který s sebou přivedl tři mladé dívky – potenciální přemožitelky. Všechny potenciální přemožitelky jsou totiž po celém světě vražděny Prvotním zlem, které tak chce zajistit, že žádná další přemožitelka po Buffy a Faith už nenastoupí. Jedna z adeptek však ve strachu uteče a zabije ji Turok-Han. Tomu se postaví Buffy, zjistí ale, že upír je téměř neporazitelný. Proto se rozhodne nečekat na apokalypsu, ale přejít rovnou do protiútoku. |           |                                |                                  |                  |                                |                      |                |               |
| 133 | 11        | Showtime                       | Představení začíná (Prima)       | Michael Grossman | David Fury                     | 7. ledna 2003        | 14. září 2010  | 7ABB11        |
| Do Sunnydale přijíždí další adeptky na pozici přemožitelky. Mladé dívky jsou však vyděšené a Buffy si musí získat jejich důvěru. Proto svede souboj s Turok-Hanem v improvizované aréně na staveništi, kde upíra zabije a ukáže tak ostatním, že každého lze přemoci. Zároveň tak osvobodí Spika z jeskyně, kde byl s pomocí Turok-Hana držen Prvotním zlem. Anya a Giles mezitím zjistí, že Zlo nyní existuje kvůli narušení linie přemožitelek (podle Anyi tím bylo myšleno zmrtvýchvstání Buffy před rokem a půl). |           |                                |                                  |                  |                                |                      |                |               |
| 134 | 12        | Potential                      | Adeptky (Prima)                  | James A. Contner | Rebecca Rand Kirshner          | 21. ledna 2003       | 15. září 2010  | 7ABB12        |
| Buffy a Spike založí výcvikový tábor, aby se potenciální přemožitelky mohly připravovat na boj. Willow pomocí kouzla odhalí další možnou adeptku, která je přímo v Sunnydale. Parta si díky onomu kouzlu myslí, že by jí mohla být Dawn, která je nejprve ze svého osudu vyděšená. Poté však dokáže zachránit jednu ze svých spolužaček před upírem, ale zároveň zjistí, že právě Amanda je tou potenciální přemožitelkou. |           |                                |                                  |                  |                                |                      |                |               |
| 135 | 13        | The Killer in Me               | Zabiják ve mně (Prima)           | David Solomon    | Drew Z. Greenberg              | 4. února 2003        | 16. září 2010  | 7ABB13        |
| Buffy kontaktuje armádu a pomáhá Spikovi dostat se na uzavřenou základnu Iniciativy, protože jeho čip v mozku selhává. Xander, Anya, Dawn a Andrew se bojí o potenciální přemožitelky, které Giles odvezl do pouště vykonat rituál. Nakonec zjistí, že Giles je skutečně člověk, nikoliv zjevení Prvotního zla, které může využívat podoby mrtvých lidí. Willow se sblíží s Kennedy, jednou z adeptek. Po polibku se ale čarodějka změní ve Warrena a začíná se postupně chovat jako on. Vyjde najevo, že za toto kouzlo může Amy, nicméně Kennedy ho vyřeší dalším políbením Willow. |           |                                |                                  |                  |                                |                      |                |               |
| 136 | 14        | First Date                     | První schůzka (Prima)            | David Grossman   | Jane Espenson                  | 11. února 2003       | 17. září 2010  | 7ABB14        |
| Buffy zajde na večeři s ředitelem Woodem, který jí odhalí, že je synem přemožitelky. Xander si vyjde na rande s dívkou, kterou náhodou potkal. Vyklube se však z ní démonka, která mladíka chce využít k otevření znaku ve sklepení školy. Zachrání ho Buffy, Wood, Willow a Spike, kterému přemožitelka nechala armádou odstranit z mozku čip. Andrew, kterého chce zmanipulovat Prvotní zlo s podobou Jonathana, se definitivně přidá na stranu dobra. Zlo pak následně zkouší získat Wooda: prozradí mu totiž, že jeho matku zabil Spike. |           |                                |                                  |                  |                                |                      |                |               |
| 137 | 15        | Get It Done                    | Síla přemožitelky (Prima)        | Douglas Petrie   | Douglas Petrie                 | 18. února 2003       | 20. září 2010  | 7ABB15        |
| Buffy dostane od Wooda tašku jeho matky, jejíž součástí je i tajemná krabice. S její pomocí vytvoří portál, na jehož druhé straně se setká s domorodými africkými muži, kteří jí poví o původu první přemožitelky. Také nabídnou Buffy pro boj proti Prvotnímu zlu větší sílu, kterou ovšem odmítne, protože cena je moc vysoká – její součástí by se stala duše démona. Nicméně jí ukáží alespoň vizi: armádu Turok-Hanů shromážděných v Pekelné bráně. |           |                                |                                  |                  |                                |                      |                |               |
| 138 | 16        | Storyteller                    | Pohádkář (Prima)                 | Marita Grabiak   | Jane Espenson                  | 25. února 2003       | 21. září 2010  | 7ABB16        |
| Andrew, který začal pomáhat ostatním Scoobies, natáčí dokumentární film o událostech v Sunnydale. Mezitím studenti aktivovali znak ve školním sklepě a v celé škole se dějí nadpřirozené úkazy a následně je demolována přisluhovači Prvního zla. Buffy využije Andrewa k tomu, aby ukončila činnost pečeti, což se jí povede díky Andrewovým slzám, neboť to byl právě on, kdo zabitím Jonathana znak poprvé spustil. |           |                                |                                  |                  |                                |                      |                |               |
| 139 | 17        | Lies My Parents Told Me        | Lži mých rodičů (Prima)          | David Fury       | David Fury a Drew Goddard      | 25. března 2003      | 22. září 2010  | 7ABB17        |
| Scooby Gang se pokusí zjistit, co spouští Spikovo ovládnutí Prvotním zlem. Je to jedna anglická lidová píseň, kterou tehdejšímu Williamovi zpívávala jeho matka. Wood se chce pomstít za smrt své matky, přemožitelky, proto s vědomím Gilese pozve upíra do své garáže, kde ho chce zabít. To se mu však nepovede, Spike, který se ale díky tomu zbavil spouštěče ve svém mozku, ho nechá poté naživu. Willow mezitím obdrží telefonát od Fred a bez většího vysvětlování odjede pryč. |           |                                |                                  |                  |                                |                      |                |               |
| 140 | 18        | Dirty Girls                    | Nečisté ženy (Prima)             | Michael Gershman | Drew Goddard                   | 15. dubna 2003       | 23. září 2010  | 7ABB18        |
| Willow přiveze z Los Angeles napravenou Faith, která je ochotná pomoct Buffy a ostatním. V Sunnydale se ale objeví další silný nepřítel a spojenec Prvotního zla – bývalý kněz Caleb, který nechá přemožitelce poslat zprávu o tom, že má něco jejího, čímž ji vyláká. Po nalezení jeho skrýše nechá Buffy shromáždit všechny adeptky a společně zaútočí. Caleb se spolu s dalšími přisluhovači Prvotního celé skupině lehce ubrání, několik mladých dívek zabije a Xandera těžce zraní. |           |                                |                                  |                  |                                |                      |                |               |
| 141 | 19        | Empty Places                   | Opuštěná (Prima)                 | James A. Contner | Drew Z. Greenberg              | 29. dubna 2003       | 24. září 2010  | 7ABB19        |
| Kvůli zvyšující se aktivitě Pekelné brány opouštějí Sunnydale jak obyčejní lidé, tak i démoni. Willow s pomocí magie vyláká od policie informace o Calebovi, přičemž do pátrání v terénu se zapojí Spike a Andrew. Xander je v nemocnici, protože při boji přišel o oko. Po debaklu, který skupina obdržela od kazatele, Buffy přemýšlí o lepší taktice a představí ostatním svůj plán na nový útok. Ostatní Scoobies i adeptky ale nejsou vůbec spokojeni s jejím vedením, proto Buffy odejde z domu a novou vůdkyní skupiny se stane Faith. |           |                                |                                  |                  |                                |                      |                |               |
| 142 | 20        | Touched                        | Zdroj moci (Prima)               | David Solomon    | Rebecca Rand Kirshner          | 6. května 2003       | 27. září 2010  | 7ABB20        |
| Buffy, která je z předchozích událostí v depresi, najde útěchu u Spika. V domě Summersových mezitím probíhají debaty o dalším postupu, kromě toho Scoobies také zajmou a vyslýchají jednoho z posluhovačů Prvotního zla. Zlo se pokusí získat na svoji stranu Faith, která se ale nenechá zjevením starosty Wilkinse znepokojit. Během poslední noci se spárují: Willow se intimně sblíží s Kennedy, Faith se vyspí s Woodem a jiskru mezi sebou obnoví i Anya se Xanderem. Další den se Buffy rozhodne sama vydat za Calebem a po boji najde v podzemí bojovou sekeru (tzv. Kosu). Faith s adeptkami také zaútočí, ale vpadnou do pasti s přichystanou bombou. |           |                                |                                  |                  |                                |                      |                |               |
| 143 | 21        | End of Days                    | Poslední dny (Prima)             | Marita Grabiak   | Douglas Petrie a Jane Espenson | 13. května 2003      | 28. září 2010  | 7ABB21        |
| Buffy s Kosou pomůže zachránit zraněné adeptky a Faith a navrátí se domů, kde opět převezme velení skupiny. Willow s Gilesem pátrají po původu sekery, Anya a Andrew rabují v opuštěné nemocnici zásoby první pomoci a Xander na žádost Buffy uspí Dawn chloroformem a odjede s ní autem pryč z města. S dodanými informacemi o objevené zbrani přemožitelka objeví strážkyni, ženu z prastarého řádu, která jí poví, že přemožitelská Kosa byla až do teď ukryta a že je určena pro závěrečnou bitvu. Caleb ženu zabije a bojuje s Buffy, která prohrává. Znenadání se však objeví Angel, jenž své bývalé přítelkyni pomůže. |           |                                |                                  |                  |                                |                      |                |               |
| 144 | 22        | Chosen                         | Vyvolená (Prima)                 | Joss Whedon      | Joss Whedon                    | 20. května 2003      | 29. září 2010  | 7ABB22        |
| V pokračujícím souboji zabije Buffy Caleba. Angel poté předá přemožitelce amulet, který získal v Los Angeles a který jí má pomoct (epizoda „Rodina“ seriálu Angel), a následně se vrátí zpět. Doma na Buffy čekají ostatní, včetně Xandera a Dawn, která se vzepřela jejímu přání. Společně vymyslí plán na závěrečnou bitvu s Prvotním zlem. Otevřou pečeť ve školním sklepě a sestoupí do Pekelné brány. Willow pomocí kouzla a Kosy předá přemožitelskou sílu všem adeptkám na celém světě. Ty, které se nachází v Bráně, mohou bojovat společně se Scoobies, včetně Andrewa a Wooda, proti obrovské armádě Turok-Hanů. Spike použije Angelův amulet, kterým zkoncentruje sluneční světlo, jež všechny upíry zahubí – zároveň ale on sám taky uhoří. Pekelná brána se uzavře a celé Sunnydale, již nějakou dobu všemi opuštěné, se propadne do obrovského kráteru. Přeživší členové (v bitvě zemřela i Anya) uniknou ve školním autobusu a přemýšlí o tom, jak dokázali aktivací přemožitelské síly změnit celý svět. |           |                                |                                  |                  |                                |                      |                |               |